# 낙하산

훈련 중 낙하산을 펼치는 낙하산병

낙하산(落下傘, 문화어: 락하산)은 항력 또는 공기역학적 양력을 생성하여 대기를 통해 물체의 하강 속도를 늦추도록 설계된 장치이다. 주로 높은 곳에서 비행기에서 내리는 사람들을 안전하게 지탱하는 데 사용되지만, 화물 하강 속도를 늦추거나 지구에서 우주 캡슐 회수를 돕고, 다른 행성에 우주선을 착륙시키고, 차량이나 물체를 안정시키는 등 다양한 목적에도 사용된다. 현대 낙하산은 일반적으로 나일론과 같은 내구성 있는 직물로 만들어지며, 특정 기능에 따라 돔형, 직사각형, 역돔형 등 다양한 모양이 있다.
낙하산의 개념은 고대 비행 시도로 거슬러 올라간다. 서기 852년, 스페인 코르도바에서 아르멘 피르만은 큰 망토를 사용하여 낙하 속도를 늦추려는 첫 기록된 점프를 했다. 프란체스코 디 조르조 마르티니와 레오나르도 다 빈치와 같은 르네상스 인물들은 후에 현대 낙하산과 유사한 디자인을 스케치했지만, 첫 성공적인 점프는 18세기가 되어서야 이루어졌다. 프랑스의 루이-세바스티앙 르노르망은 1783년에 첫 공개 점프를 했고, 1785년에 "낙하산"이라는 용어를 만들었다. 그 후 몇 년 동안 앙드레 가르느랭과 같은 인물들에 의해 주요 발전이 이루어졌으며, 낙하산은 더 가볍고, 더 신뢰할 수 있으며, 배포하기 쉬워졌다.
제1차 세계 대전 시기에 낙하산은 비행사에게 필수적이 되었고, 찰스 브로드윅의 배낭형 낙하산과 글렙 코텔니코프의 배낭형 낙하산 도입을 포함하여 디자인에 상당한 개선이 이루어졌다. 제2차 세계 대전 이후, 스카이다이빙은 인기 있는 스포츠가 되었고, 견섬유를 나일론과 같은 새로운 재료가 대체했다. 오늘날 낙하산은 군사, 레크리에이션, 비상 상황에서 사용되며, 기술과 디자인의 발전과 함께 계속 진화하고 있다.

## 역사

### 중세
852년, 스페인 코르도바에서 안달루시아인 아르멘 피르만은 큰 망토를 입고 탑에서 뛰어내려 비행을 시도했지만 실패했다. 기록에 따르면 "그의 망토 주름에 충분한 공기가 있어 땅에 닿았을 때 큰 부상을 막을 수 있었다."

### 초기 르네상스

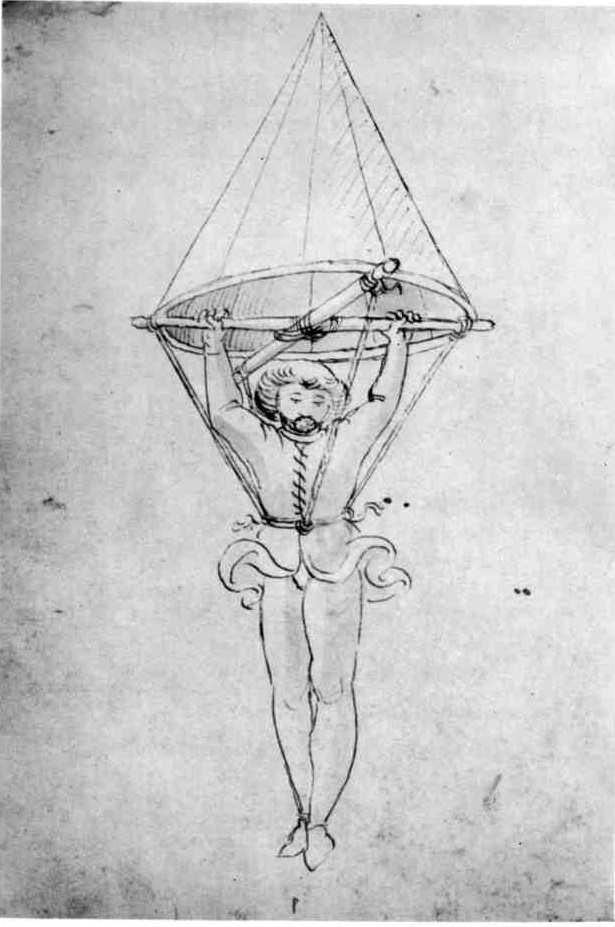
프란체스코 디 조르조 마르티니 (이탈리아, 1470년대)의 작품으로 알려진 가장 오래된 낙하산 묘사

진정한 낙하산에 대한 가장 초기의 증거는 르네상스 시대로 거슬러 올라간다. 가장 오래된 낙하산 디자인은 1470년대 프란체스코 디 조르조 마르티니의 작품으로 알려진 필사본 (영국 도서관, Add MS 34113, fol. 200v)에 나타나며, 원뿔형 캐노피에 부착된 십자형 프레임을 잡고 있는 남자가 자유롭게 매달려 있는 모습을 보여준다. 안전 조치로 네 개의 끈이 막대 끝에서 허리 벨트로 연결되어 있었다. 낙하산 디자인의 표면적은 효과적인 공기 저항을 제공하기에는 너무 작고, 나무 바닥 프레임은 불필요하고 잠재적으로 해로울 수 있지만, 작동하는 낙하산의 기본 개념은 분명하다.
이 디자인은 두 개의 막대에 묶인 두 개의 긴 천 스트리머를 손으로 잡고 낙하의 힘을 줄이려는 남자를 묘사한 다른 필사본 (189v)보다 현저히 개선된 것이다.
곧이어, 박식가 레오나르도 다 빈치가 그의 아틀란티쿠스 필사본 (fol. 381v)에  1485c.년으로 추정되는 더 정교한 낙하산을 스케치했다. 여기서는 낙하산의 크기가 점프하는 사람의 무게에 더 유리한 비율을 이룬다. 낙하산의 모양을 원뿔형에서 피라미드형으로 바꾸는 사각형 나무 프레임이 레오나르도의 캐노피를 펼쳐 유지했다. 이탈리아 발명가가 이전 디자인의 영향을 받았는지는 알려져 있지 않지만, 그는 당시 예술가-기술자들 사이의 집중적인 구두 의사소통을 통해 이 아이디어를 알게 되었을 수도 있다. 레오나르도의 피라미드형 디자인의 실현 가능성은 2000년 영국인 에이드리언 니콜라스에 의해, 그리고 2008년에는 스위스 스카이다이버 올리비에 비에티-테파에 의해 성공적으로 시험되었다. 기술 역사가 린 화이트에 따르면, 아시아의 딱딱한 파라솔을 이용한 초기 예술적 점프보다 훨씬 더 정교한 이러한 원뿔형 및 피라미드형 디자인은 "우리가 아는 낙하산"의 기원을 이룬다.

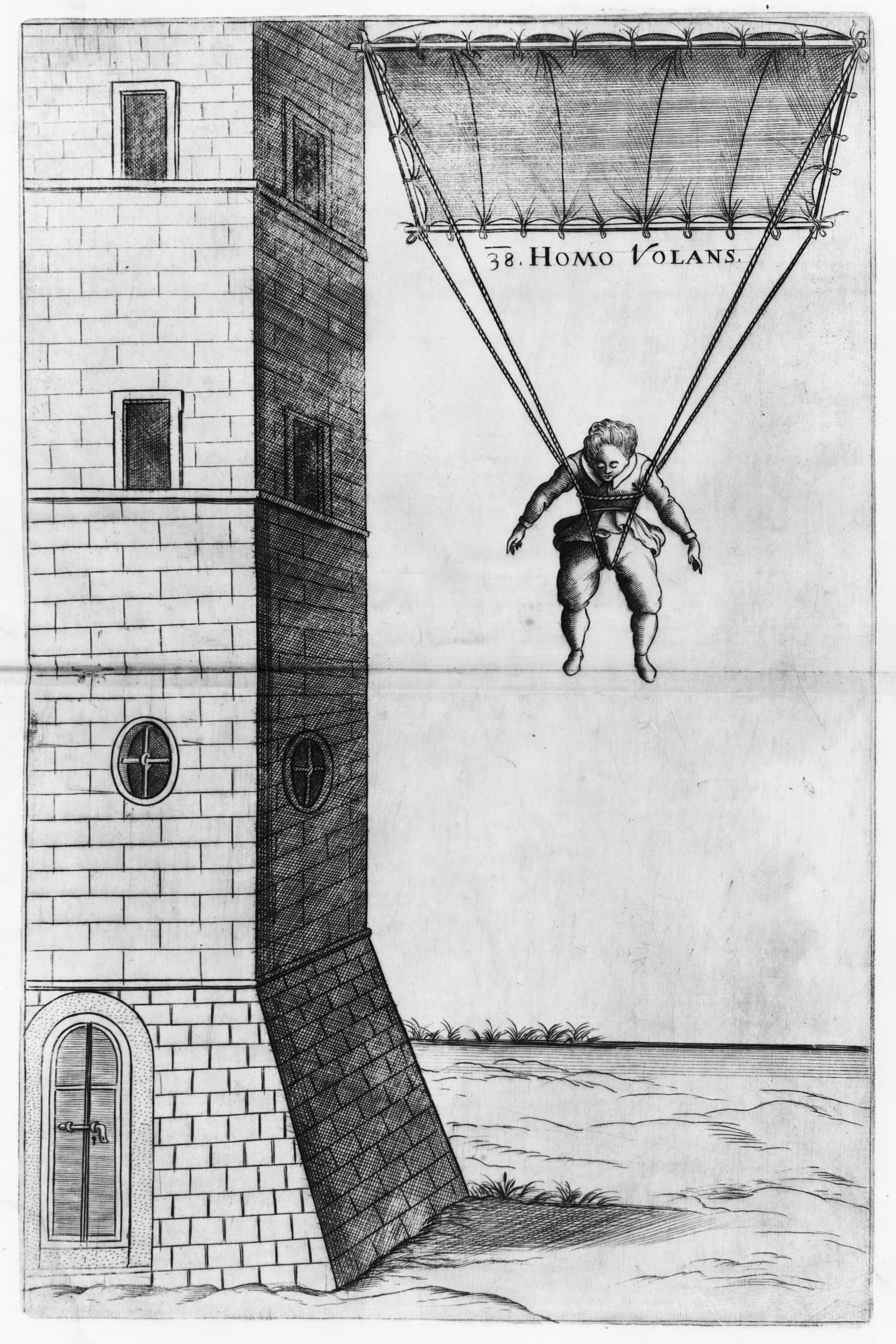
파우스토 베란치오의 낙하산 디자인, Homo Volans("날아다니는 사람")이라는 제목으로 그의 Machinae Novae("새로운 장치", 1615년 또는 1616년 출판)에서 발췌

크로아트인의 박식가이자 발명가인 파우스토 베란치오 (Faust Vrančić, 1551–1617)는 다빈치의 낙하산 스케치를 검토하고 사각형 프레임을 유지했지만, 캐노피를 더 효과적으로 낙하를 늦추는 부풀어 오른 돛 모양의 천 조각으로 교체했다. 그가 호모 볼란스(Homo Volans, 날아다니는 사람)라고 명명한 낙하산의 현재 유명한 묘사는 베네치아의 산마르코의 종탑에서 남자가 낙하산으로 뛰어내리는 모습을 보여주며, 그의 역학 책인 Machinae Novae("새로운 기계", 1615년 또는 1616년 출판)에 다른 여러 장치 및 기술 개념과 함께 실렸다.
1617년에 베란치오가 65세의 중병을 앓는 와중에 자신의 디자인을 실행하여 산마르코의 종탑에서 뛰어내려 낙하산을 시험했다는 주장이 한때 널리 퍼졌다. 또는 인근 다리에서, 혹은 브라티슬라바의 성 마르틴 성당에서 시험했다는 주장이 있었다. 다양한 출판물들은 이 사건이 30년 후 런던의 왕립학회 설립자이자 비서였던 존 윌킨스가 1648년에 런던에서 출판된 자신의 책 Mathematical Magick or, the Wonders that may be Performed by Mechanical Geometry에서 문서화되었다고 잘못 주장했다. 그러나 윌킨스는 낙하산이 아닌 비행에 대해 썼으며, 베란치오, 낙하산 점프, 또는 1617년의 어떤 사건도 언급하지 않았다. 서면 증거 부족을 포함한 이 시험에 대한 의구심은 그것이 결코 일어나지 않았고, 대신 역사적 기록을 잘못 해석한 것이었음을 시사한다.

### 18세기와 19세기

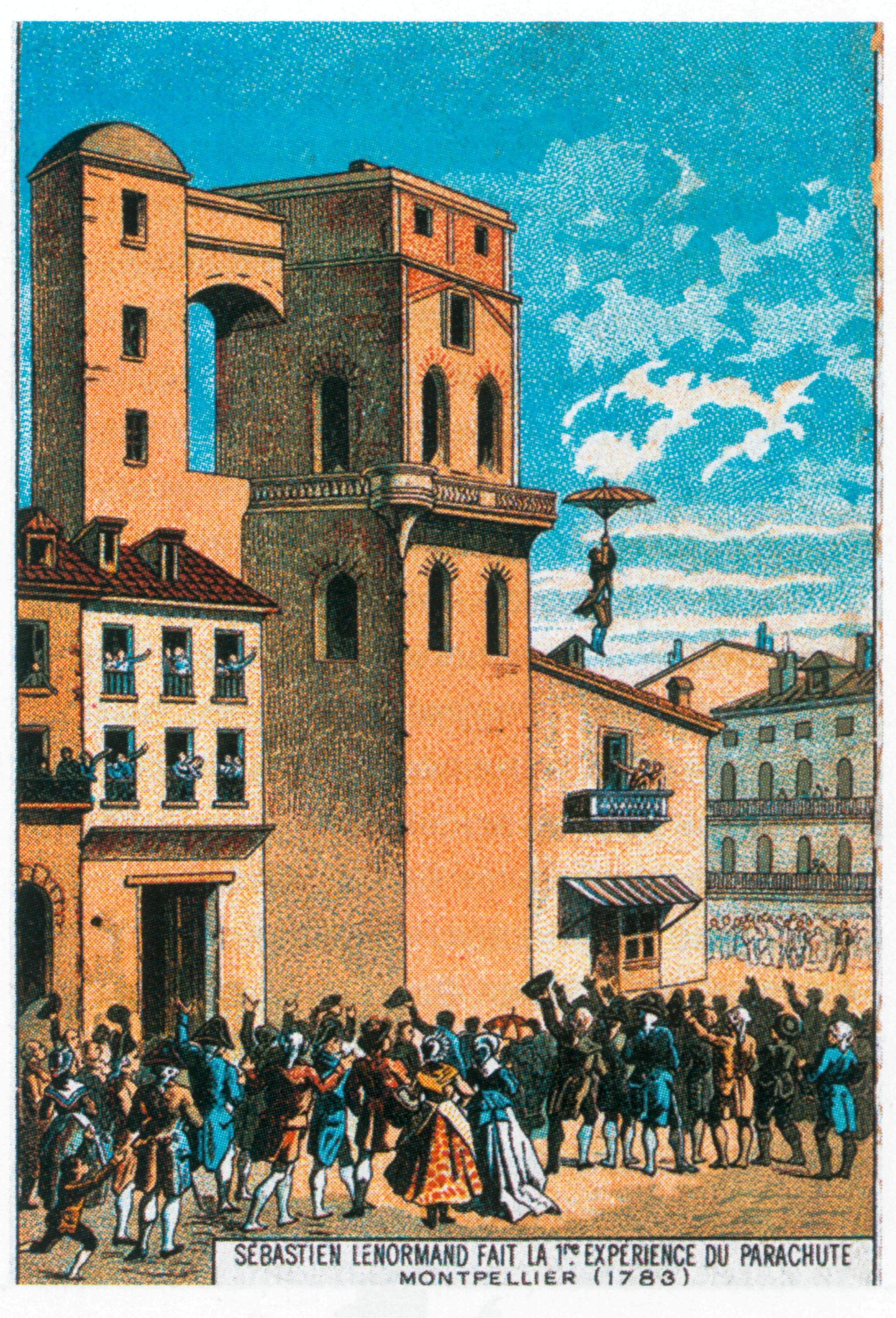
1783년 몽펠리에 천문대 탑에서 뛰어내리는 루이-세바스티앙 르노르망. 19세기 후반의 삽화.

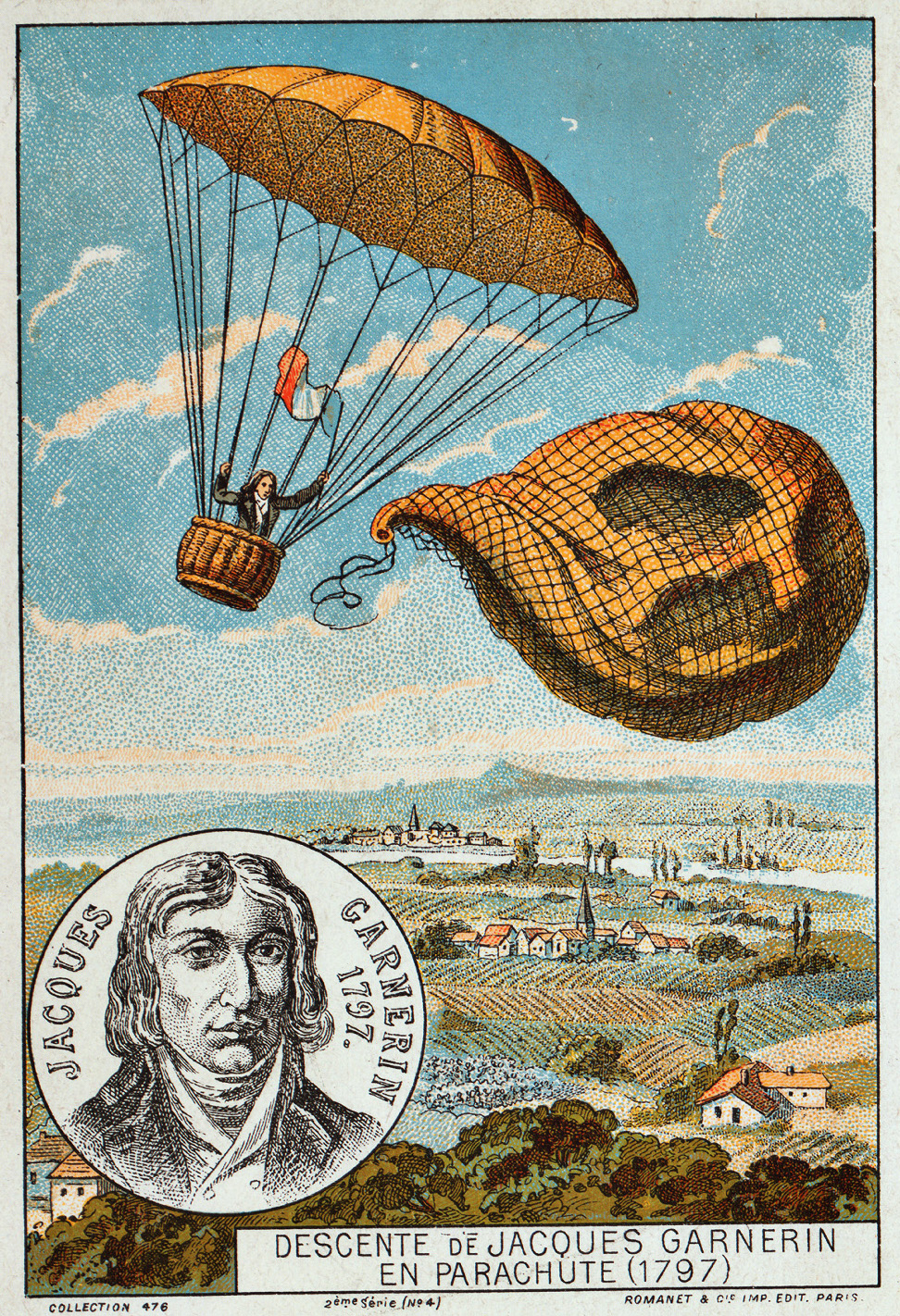
1797년 앙드레-자크 가르느랭이 프레임 없는 낙하산을 처음 사용한 모습

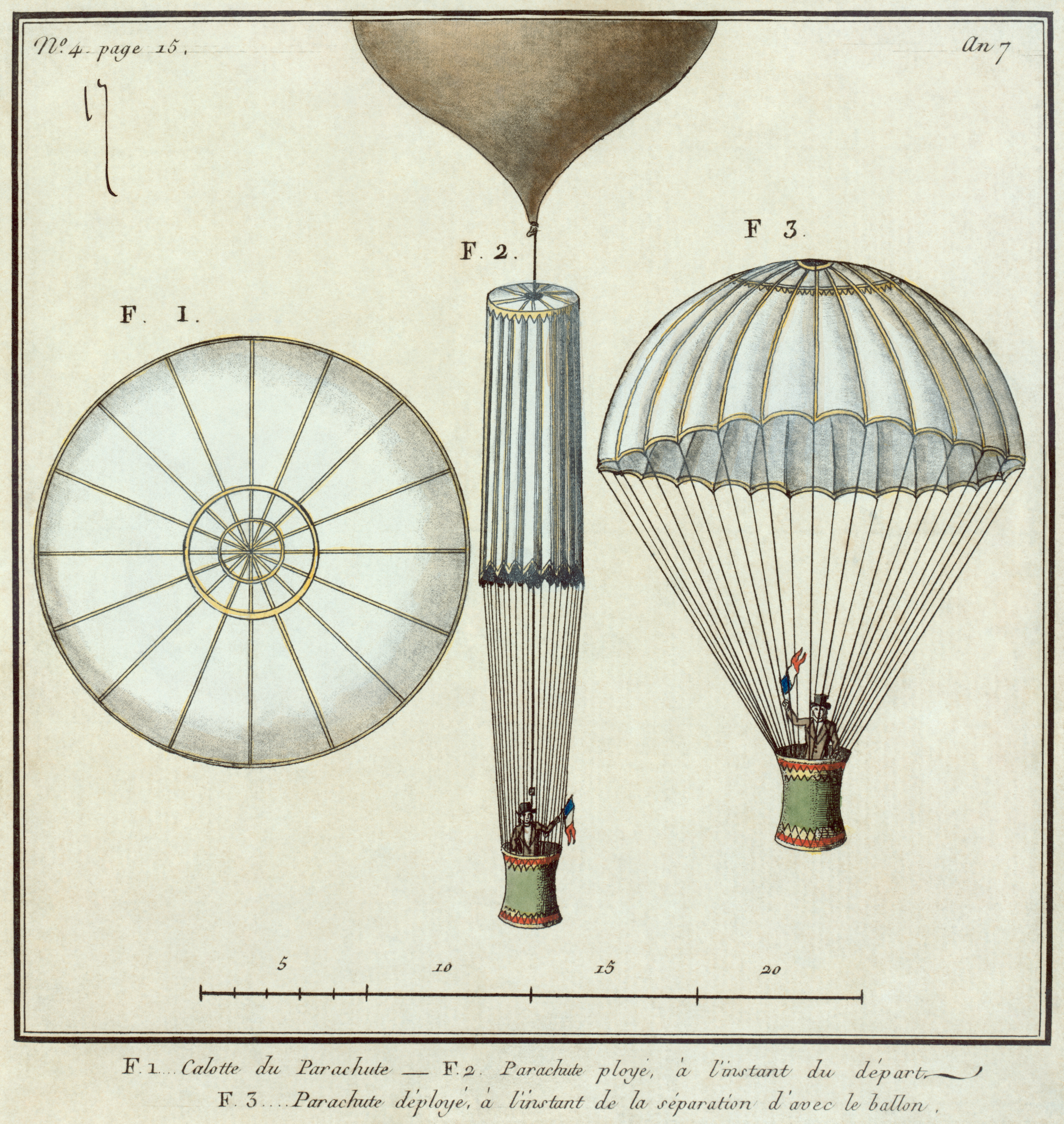
19세기 초 삽화에 나타난 가르느랭의 낙하산 개략도.

현대 낙하산은 18세기 후반 프랑스의 루이-세바스티앙 르노르망이 발명했으며, 그는 1783년에 최초로 기록된 공개 점프를 했다. 르노르망은 미리 자신의 장치를 스케치하기도 했다.
2년 후인 1785년, 르노르망은 이탈리아어 접두사 para(피하다, 방어하다, 저항하다, 보호하다, 가리다의 명령형)와 paro(막다)에서 유래한 단어와, 프랑스어 단어 chute(떨어지다)를 결합하여 항공 장치의 실제 기능을 설명하는 "parachute"라는 단어를 만들었다.
또한 1785년, 장피에르 블랑샤르는 열기구에서 안전하게 하강하는 수단으로 이를 시연했다. 블랑샤르의 첫 낙하산 시연은 개를 승객으로 사용하여 진행되었지만, 그는 후에 1793년 자신의 열기구가 파열되자 직접 낙하산을 사용하여 하강할 기회가 있었다고 주장했다. (이 사건은 다른 사람들에게 목격되지 않았다.)
1799년 10월 12일, 잔 주느비에브 가르느랭은 풍선에 매달린 곤돌라에 올라갔다. 그녀는 900미터 상공에서 곤돌라를 풍선에서 분리하고 낙하산을 사용하여 곤돌라에서 하강했다. 이로써 그녀는 낙하산을 사용한 최초의 여성이 되었다. 그녀는 프랑스와 유럽 전역의 도시에서 많은 상승과 낙하산 하강을 계속했다.
낙하산의 후속 개발은 더욱 작아지는 데 초점을 맞췄다. 초기 낙하산은 나무 프레임에 아마포를 씌워 만들었지만, 1790년대 후반 블랑샤르는 견섬유의 강도와 가벼운 무게를 활용하여 접힌 견섬유로 낙하산을 만들기 시작했다. 1797년 앙드레 가르느랭은 견섬유로 덮인 "프레임 없는" 낙하산의 첫 하강을 했다. 1804년 제롬 랄랑드는 격렬한 진동을 없애기 위해 캐노피에 통풍구를 도입했다. 1887년 파크 반 태슬과 토머스 스콧 볼드윈은 캘리포니아주 샌프란시스코에서 낙하산을 발명했으며, 볼드윈은 미국 서부에서 첫 성공적인 낙하산 점프를 했다.

### 제1차 세계 대전 직전

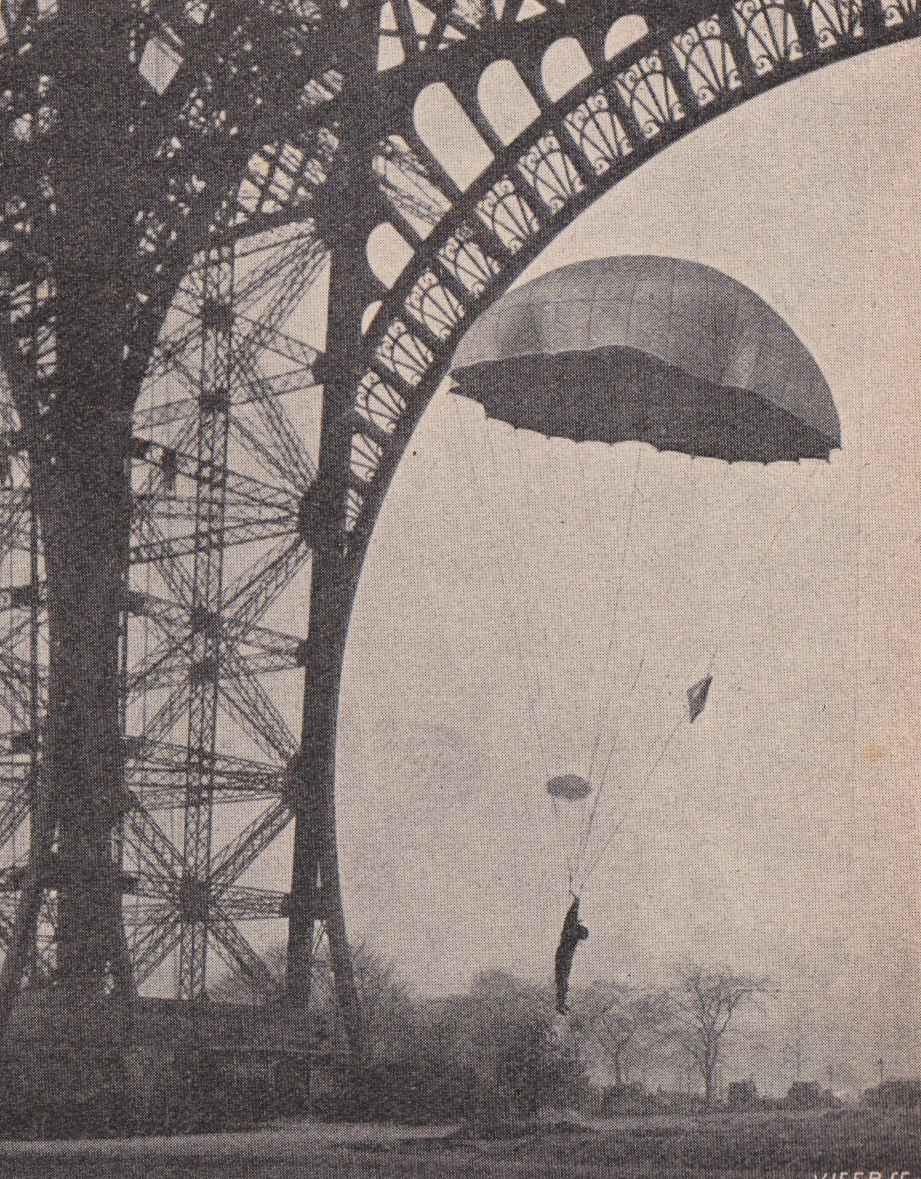
네덜란드 잡지 De Prins der Geïllustreerde Bladen (1911년 2월 18일)에 실린 그림.

1907년 찰스 브로드윅은 정기시의 열기구에서 뛰어내리는 데 사용한 낙하산에 두 가지 주요 발전을 시연했다. 그는 낙하산을 배낭에 접어 넣었고, 낙하산은 풍선에 부착된 정지선에 의해 배낭에서 당겨졌다. 브로드윅이 풍선에서 뛰어내리자, 정지선이 팽팽해져 낙하산을 배낭에서 당겨내고 끊어졌다.
1911년 파리 (프랑스)의 에펠탑에서 충돌 테스트용 인형으로 성공적인 테스트가 이루어졌다. 인형의 무게는 75 kg (165 lb)이었고, 낙하산의 무게는 21 kg (46 lb)이었다. 인형과 낙하산 사이의 케이블 길이는 9 m (30 ft)이었다. 1912년 2월 4일, 프란츠 라이헬트는 자신이 입는 낙하산을 초기 시험하던 중 탑에서 뛰어내려 사망했다.
또한 1911년, 그랜트 모튼은 캘리포니아주 베니스 (로스앤젤레스) 해변에서 필 파말리가 조종하는 라이트 모델 B 비행기에서 첫 낙하산 점프를 했다. 모튼의 장치는 "던지는" 유형으로, 항공기에서 나올 때 낙하산을 팔에 안고 있었다. 같은 해(1911년) 러시아의 글렙 코텔니코프는 첫 배낭형 낙하산을 발명했다. 비록 헤르만 라테만과 그의 아내 카테 파울루스는 19세기 마지막 10년 동안 가방에 넣은 낙하산을 가지고 점프하고 있었다.

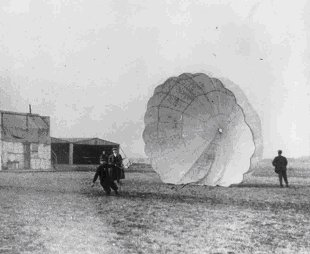
1912년 3월 1일 점프 후 미주리주 제퍼슨 배럭스 군사 기지의 킨록 비행장에서 낙하산을 접는 앨버트 베리 (낙하산병).

1912년, 상트페테르부르크의 일부가 되기 몇 년 전 차르스코예 셀로 근처의 도로에서 코텔니코프는 루소-발트 자동차를 최고 속도로 가속한 후 뒷좌석에 부착된 낙하산을 펼쳐 낙하산의 제동 효과를 성공적으로 시연했으며, 이로써 감속 낙하산도 발명했다.
1912년 3월 1일, 미국 육군의 앨버트 베리 대위는 미국에서 고정익기에서 처음으로 (부착형) 낙하산 점프를 했다. 비행기는 베누아 푸셔였으며, 미주리주 세인트루이스의 제퍼슨 배럭스 상공에서 비행 중이었다. 이 점프에는 비행기 아래 원뿔형 케이스에 보관된 낙하산이 사용되었고, 이 낙하산은 점프하는 사람의 몸에 있는 하네스에 부착되어 있었다.
슈테판 바니치는 1914년에 우산 모양의 디자인을 특허 출원했고, 특허를 미국 군대에 팔거나 기부했는데, 미군은 후에 그의 디자인을 수정하여 최초의 군용 낙하산을 만들었다. 바니치는 낙하산 특허를 받은 최초의 인물이었고, 그의 디자인은 20세기에 제대로 작동한 최초의 디자인이었다.
1913년 6월 21일, 조지아 브로드윅은 캘리포니아주 로스앤젤레스 상공에서 움직이는 항공기에서 낙하산 점프를 한 최초의 여성이 되었다. 1914년, 미국 육군을 위한 시연 도중, 브로드윅은 수동으로 낙하산을 펼쳤고, 이로써 자유 낙하를 한 최초의 인물이 되었다.

### 제1차 세계 대전

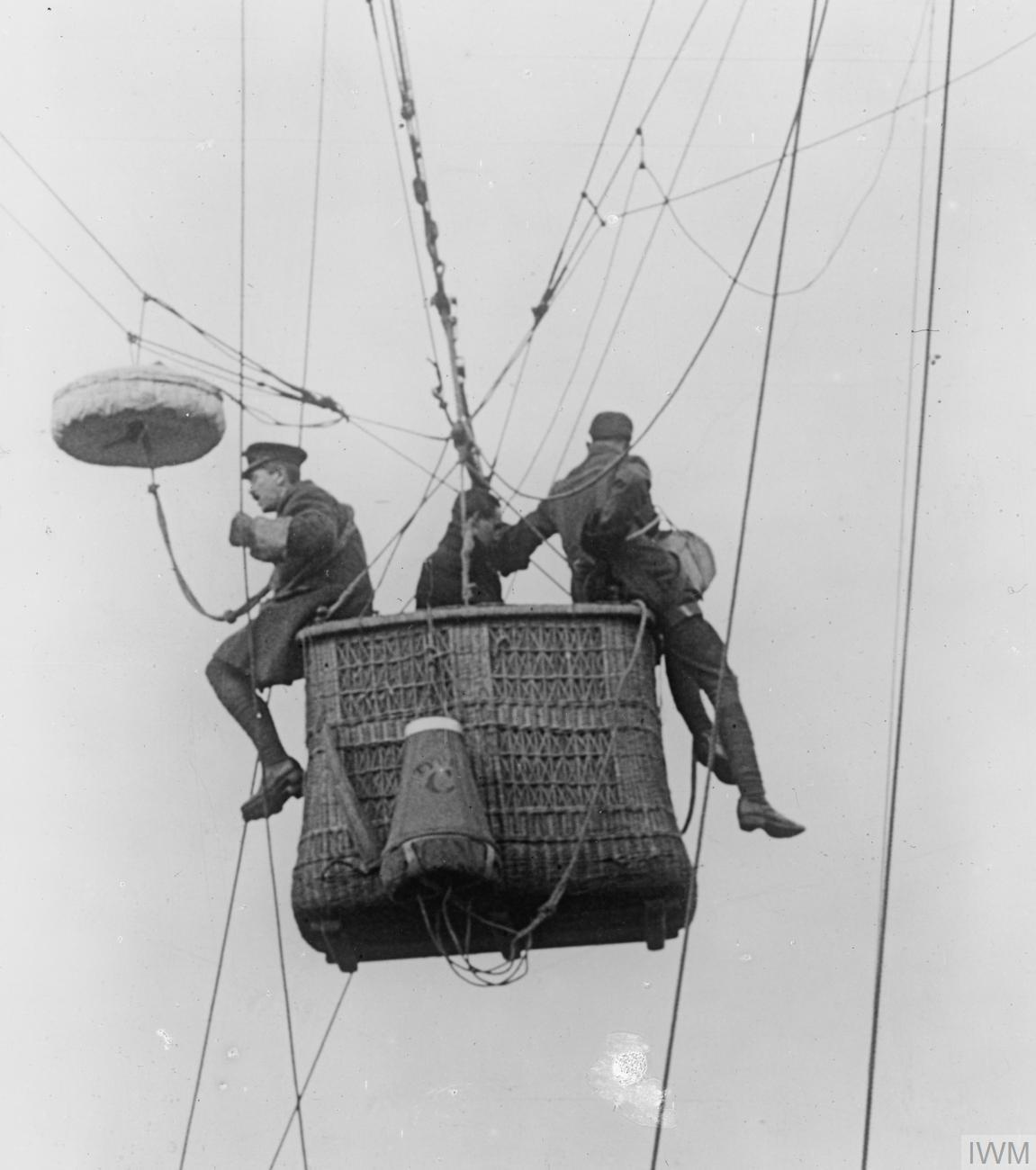
낙하산으로 하강 준비 중인 카이트 풍선 관측병.

낙하산의 첫 군사적 사용은 제1차 세계 대전에서 묶인 관측 풍선에 탑승한 포병 관측병에 의해서였다. 이들은 적 전투기의 유혹적인 표적이었지만, 강력한 대공포 방어 때문에 파괴하기 어려웠다. 탈출이 어렵고, 수소로 채워져 불이 붙으면 위험했기 때문에, 관측병들은 적 항공기가 보이자마자 풍선을 버리고 낙하산으로 하강했다. 지상 요원들은 가능한 한 빨리 풍선을 회수하고 공기를 빼려고 했다. 낙하산의 주요 부분은 풍선에 매달린 가방에 있었고, 조종사는 주요 낙하산에 부착된 간단한 허리 하네스만 착용했다. 풍선 승무원이 뛰어내리면, 낙하산의 주요 부분은 승무원의 허리 하네스에 의해 가방에서 당겨졌고, 먼저 끈, 그 다음 주요 캐노피가 나왔다. 이런 종류의 낙하산은 독일군이 관측 풍선 승무원을 위해 대규모로 처음 채택했으며, 나중에 영국군과 프랑스군도 채택했다. 이 유형의 장치는 풍선에서는 잘 작동했지만, 독일군이 고정익기에 사용할 때는 결과가 좋지 않았다. 독일군의 경우 가방이 조종사 바로 뒤의 칸에 보관되어 있었는데, 많은 경우에서 작동하지 않았고 끈이 회전하는 항공기에 엉켜버렸다. 비록 이 유형의 낙하산이 헤르만 괴링을 포함한 많은 유명한 독일 전투기 조종사들을 구했지만, 연합군 "고정익기" 항공기 승무원에게는 낙하산이 지급되지 않았다. 그 이유는 조종사가 비행기를 구하려고 하기보다는 비행기가 맞았을 때 뛰어내리는 것을 막기 위함이었다고 주장되었지만, 전쟁 중 자신도 조종사였던 공군 중장 아서 굴드 리는 전쟁 후 영국 전쟁부 파일을 검토했지만 그러한 주장에 대한 증거를 찾지 못했다.
당시 비행기 조종석도 조종사와 낙하산을 수용할 만큼 충분히 크지 않았다. 낙하산을 착용한 조종사가 들어갈 수 있는 좌석은 낙하산을 착용하지 않은 조종사에게는 너무 컸을 것이다. 이것이 독일군 유형이 "배낭" 유형이 아닌 동체 내에 보관된 이유이다. 비행기가 제한된 탑재량을 가지고 있었기 때문에 무게도 초기에는 고려 사항이었다. 낙하산을 휴대하는 것은 성능을 방해하고 유용한 공격 및 연료 적재량을 줄였다.
영국에서는 철도 엔지니어이자 아랍 말 사육가인 에버라드 칼스럽이 자신의 Aerial Patents Company를 통해 "영국 낙하산"과 "수호천사" 낙하산을 발명하고 판매했다. 칼스럽의 디자인에 대한 조사 과정에서 1917년 1월 13일, 테스트 파일럿 클라이브 프랭클린 콜렛은 오퍼드 네스 실험 비행장에서 180 미터 (590 ft) 상공을 비행하는 로열 에어크래프트 팩토리 BE.2c에서 성공적으로 점프했다. 그는 며칠 후 실험을 반복했다.
콜렛에 이어 "매드 메이저"로 알려진 풍선 장교 토머스 오드-리스는 런던의 타워 브리지에서 성공적으로 점프하여 왕립 비행단의 풍선 조종사들이 낙하산을 사용하게 되었고, 이들은 항공기용으로 지급되었다.
1911년 켄터키주 렉싱턴의 솔로몬 리 반 미터 주니어는 배낭형 낙하산인 Aviatory Life Buoy의 특허를 출원하여 1916년 7월에 특허를 받았다. 그의 독립형 장치는 혁신적인 빠른 해제 메커니즘인 강하 끈을 특징으로 하여, 추락하는 조종사가 손상된 항공기에서 안전하게 멀리 떨어진 후에만 캐노피를 펼칠 수 있도록 했다.
독일 비행선 지상 승무원 오토 하이네케는 1918년에 독일 공군이 채택한 낙하산을 설계하여 세계 최초로 표준 낙하산을 도입한 공군이 되었다. 이 낙하산의 첫 성공적인 사용은 야크트슈타펠 46의 헬무트 슈타인브레허 소위였는데, 그는 1918년 6월 27일 손상된 전투기에서 뛰어내려 역사상 처음으로 성공적으로 탈출한 조종사가 되었다. 많은 조종사들이 하이네케 디자인으로 구출되었지만, 그 효율성은 상대적으로 낮았다. 처음 70명의 독일 조종사 중 약 3분의 1이 사망했다. 이러한 사망은 대부분 낙하산이나 강하 끈이 회전하는 항공기 기체에 엉키거나 하네스 고장으로 인해 발생했으며, 이는 나중에 수정된 버전에서 해결되었다.
프랑스, 영국, 미국, 이탈리아 공군은 나중에 하이네케 낙하산을 바탕으로 첫 낙하산 디자인을 다양한 정도로 개발했다.
영국에서는 프랑스에서 왕립 비행단 (카이트 풍선 부문) 소령으로 복무하던 프랭크 미어스 경이 1918년 7월에 빠른 해제 버클이 달린 낙하산, 즉 "미어스 낙하산"의 특허를 등록했으며, 이는 그 이후로 널리 사용되었다.

### 제1차 세계 대전 이후

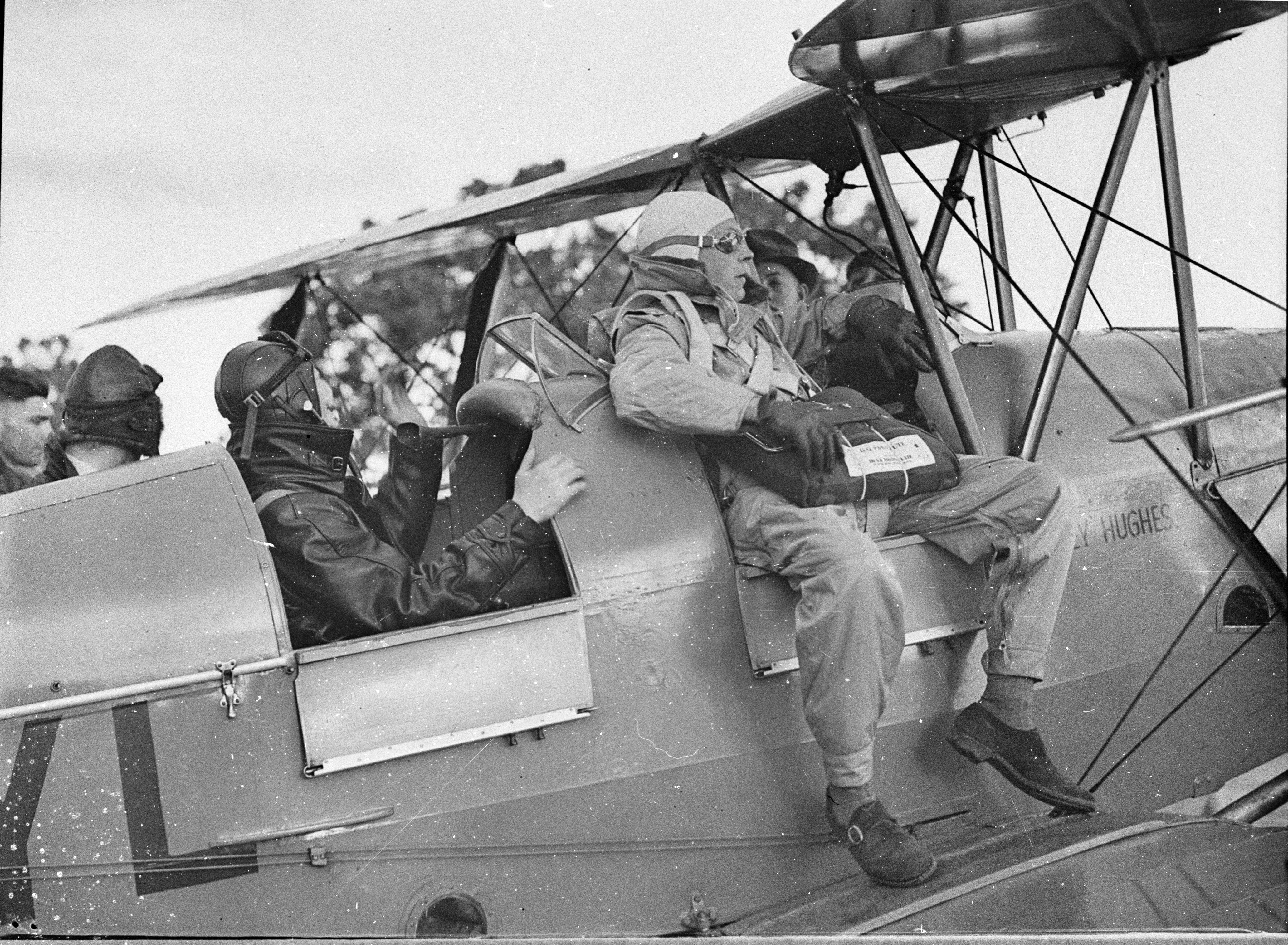
1938년 8월 14일 시드니 캠든에서 비행기에서 낙하산 점프를 하는 벤 터너.

전쟁 중 낙하산 사용 경험은 손상된 비행기에서 안정적으로 탈출할 수 있는 디자인을 개발할 필요성을 강조했다. 예를 들어, 묶인 낙하산은 항공기가 회전할 때 잘 작동하지 않았다. 전쟁 후 미국 육군의 에드워드 L. 호프만 소령은 여러 낙하산 디자인의 최고 요소를 통합하여 개선된 낙하산을 개발하려는 노력을 이끌었다. 이 노력에 참여한 인물로는 레슬리 어빈 (낙하산병)과 제임스 플로이드 스미스가 있었다. 팀은 결국 비행기 낙하산 유형 A를 만들었다. 여기에는 세 가지 핵심 요소가 포함되었다.
- 1906년 찰스 브로드윅이 시연한 것처럼 낙하산을 등 뒤에 메는 부드러운 팩에 보관.
- 알버트 레오 스티븐스의 디자인을 바탕으로 비행기에서 안전한 거리에 낙하산을 수동으로 펼칠 수 있는 강하 끈.
- 주 캐노피를 팩에서 끌어내는 파일럿 슈트.

1919년, 어빈은 비행기에서 뛰어내려 낙하산을 성공적으로 시험했다. 유형 A 낙하산은 생산에 들어갔고 시간이 지남에 따라 많은 생명을 구했다. 이 노력은 1926년 에드워드 L. 호프만 소령에게 로버트 J. 콜리어 트로피를 수여함으로써 인정받았다.
어빈은 비행기에서 의도적인 자유 낙하 낙하산 점프를 한 최초의 인물이 되었다. 어빈 에어 슈트 회사의 초기 브로셔에는 1920년 8월 24일 오하이오주 데이턴 근처의 맥쿡 비행장에서 어빈 낙하산에 의해 구출된 최초의 인물이 윌리엄 오코너로 기록되어 있다. 테스트 파일럿 해럴드 R. 해리스 중위는 1922년 10월 20일 맥쿡 비행장에서 또 다른 생명 구출 점프를 했다. 해리스의 점프 직후, 두 명의 데이턴 신문 기자는 손상된 항공기에서 낙하산 점프에 성공한 사람들을 위한 애벌레 클럽을 만들 것을 제안했다.
1927년 이탈리아를 시작으로 여러 나라가 낙하산을 사용하여 적진 뒤에 병사들을 투하하는 실험을 했다. 정규 소련 공수부대는 1930년 8월 2일부터 시작된 여러 실험적인 군사 대규모 점프 이후 1931년에 일찍이 설립되었다. 같은 해 초, 첫 소련 대규모 점프는 소련에서 스카이다이빙 스포츠의 발전을 이끌었다. 제2차 세계 대전 시기에, 독일군에 의해 에벤 에마엘 요새 전투와 헤이그 전투에서와 같이 대규모 공수부대가 훈련되어 기습 공격에 사용되었으며, 이는 군사 역사상 최초의 대규모 낙하산병 대항 상륙이었다. 이는 전쟁 후반에 크레타 전투와 마켓 가든 작전과 같은 더 큰 규모의 공중 강습으로 이어졌으며, 후자는 역사상 가장 큰 공중 군사 작전이었다. 항공기 승무원들도 비상 상황에 대비하여 낙하산을 정기적으로 장비했다.
1937년, 감속 낙하산이 항공에서 처음 사용되었다. 소련 비행기들이 북극에서 이 시대의 극지 탐험, 예를 들어 최초의 유빙 기지인 북극-1을 지원할 때 사용되었다. 감속 낙하산은 비행기들이 더 작은 유빙에 안전하게 착륙할 수 있게 했다.
대부분의 낙하산은 견섬유로 만들어졌지만, 제2차 세계 대전으로 인해 일본으로부터의 공급이 중단되었다. 아델라인 그레이 (낙하산병)가 1942년 6월 나일론 낙하산을 사용하여 처음 점프한 후, 산업은 나일론으로 전환되었다.

## 종류
오늘날의 현대 낙하산은 상승형과 하강형 캐노피 두 가지 범주로 나뉜다. 모든 상승형 캐노피는 패러글라이더를 의미하며, 가능한 한 오랫동안 상승하고 공중에 머물기 위해 특별히 제작되었다. 램 에어 비타원형을 포함한 다른 낙하산은 제조업체에 의해 하강형 캐노피로 분류된다.
일부 현대 낙하산은 반경질 날개로 분류되며, 이들은 조종이 가능하며 지면에 충돌 시 제어된 하강을 통해 접힐 수 있다.

### 원형

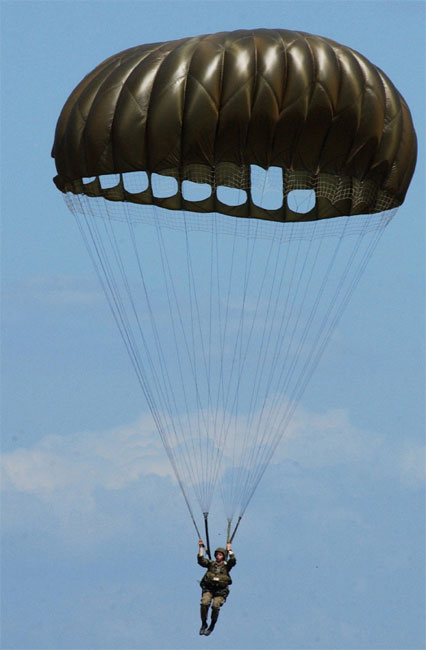
MC1-1C 시리즈 "원형" 낙하산을 사용하는 미국 해병대 낙하산병.

원형 낙하산은 순전히 항력 장치이며 (즉, 램 에어 유형과 달리 양력을 제공하지 않음), 군사, 비상 및 화물 용도 (예: 공중투하)에 사용된다. 대부분은 단일 층의 삼각형 천 고어로 만들어진 큰 돔형 캐노피를 가지고 있다. 일부 스카이다이버들은 해양 생물과의 유사성 때문에 이들을 "해파리 낙하산"이라고 부른다. 현대 스포츠 낙하산병들은 이 유형을 거의 사용하지 않는다.
최초의 원형 낙하산은 간단하고 평평한 원형이었다. 이러한 초기 낙하산은 진동으로 인한 불안정성에 시달렸다. 꼭대기의 구멍은 일부 공기를 배출하고 진동을 줄이는 데 도움이 되었다. 많은 군사 응용 분야에서는 미국 육군 T-10 정지선 낙하산과 같이 원뿔형 또는 포물선형(확장된 스커트가 있는 평평한 원형 캐노피) 형태를 채택했다. 구멍이 없는 원형 낙하산은 진동에 더 취약하며 조종이 가능한 것으로 간주되지 않는다. 일부 낙하산은 역돔형 캐노피를 가지고 있다. 이러한 낙하산은 주로 더 빠른 하강 속도 때문에 비인간 화물을 투하하는 데 사용된다.
전진 속도 (5–13  km/h)와 조종은 뒷부분의 다양한 부분 (고어)을 자르거나, 뒷부분의 네 줄을 잘라 캐노피 모양을 변경하여 캐노피 뒷부분에서 공기가 빠져나가게 함으로써 제한된 전진 속도를 제공하여 달성할 수 있다. 때때로 사용되는 다른 변경 사항은 다양한 고어에 절개를 가하여 스커트의 일부가 부풀어 오르도록 하는 것이다. 방향 전환은 변경 사항의 가장자리를 형성하여 낙하산에 변경 사항의 한쪽 면보다 다른 쪽 면에서 더 많은 속도를 제공함으로써 이루어진다. 이것은 점프하는 사람들에게 낙하산을 조종할 수 있는 능력을 제공하여 (미국 육군 MC 시리즈 낙하산과 같이) 장애물을 피하고 바람을 향해 돌아서 착륙 시 수평 속도를 최소화할 수 있게 한다.

### 십자형
십자형 낙하산의 독특한 디자인 특성은 하강 중 진동(사용자가 앞뒤로 흔들리는 것)과 격렬한 회전을 줄여준다. 이 기술은 미국 육군이 Advanced Tactical Parachute System (ATPS) 프로그램에 따라 기존 T-10 낙하산을 T-11 낙하산으로 교체하면서 사용될 예정이다. ATPS 캐노피는 십자형 플랫폼의 고도로 수정된 버전이며 사각형 모양이다. ATPS 시스템은 하강 속도를 21 피트 매 초 (6.4 m/s)에서 15.75 피트 매 초 (4.80 m/s)로 30% 줄일 것이다. T-11은 T-10D보다 평균 하강 속도가 14% 느리도록 설계되어 점프하는 사람들의 착륙 부상률을 낮춘다. 하강 속도 감소는 충격 에너지를 거의 25% 줄여 부상 가능성을 줄일 것이다.

### 풀다운 에이펙스

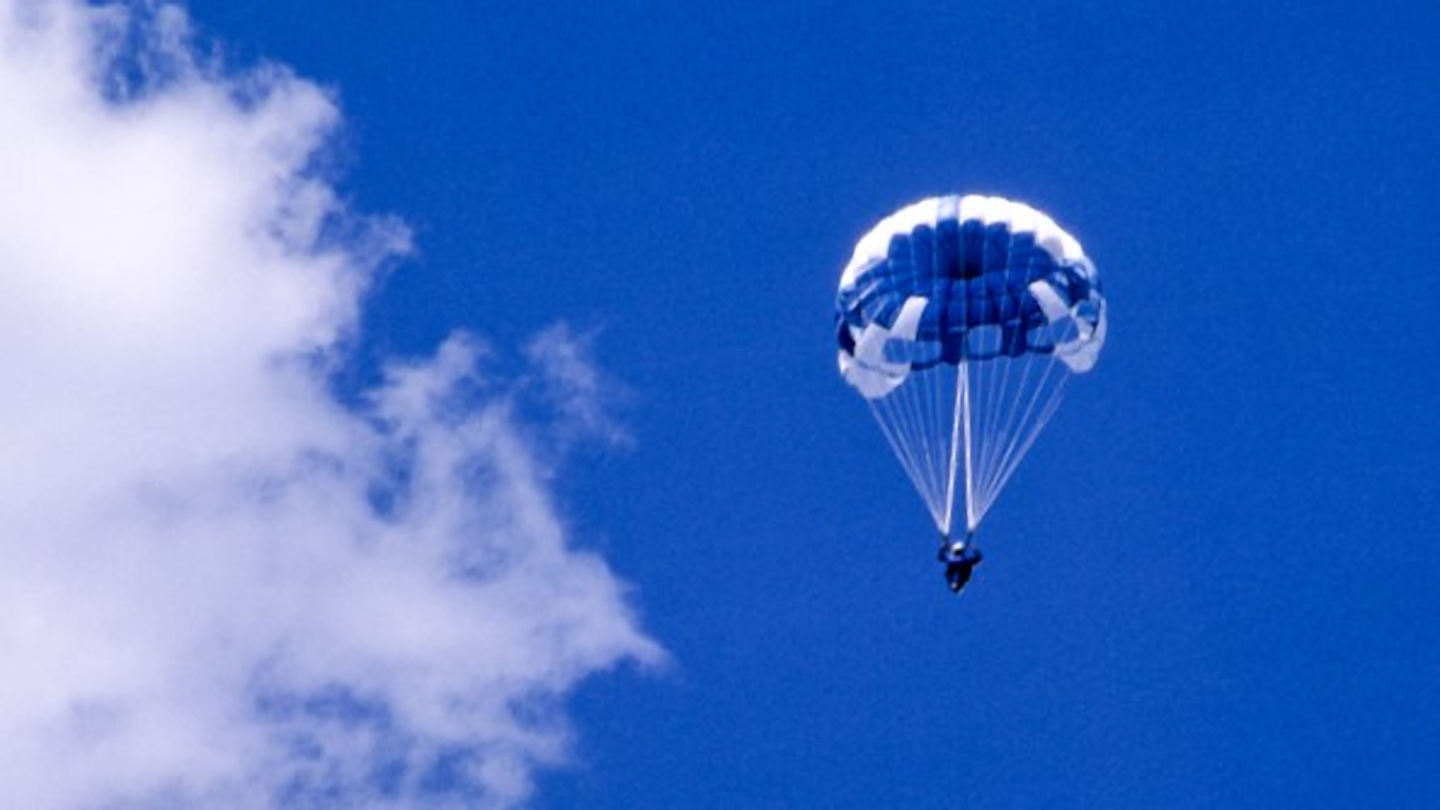
1970년대 '고성능' 풀다운 에이펙스 캐노피, '원형' (또는 실제로는 타원형) 낙하산의 중앙에서 보이는 모습.

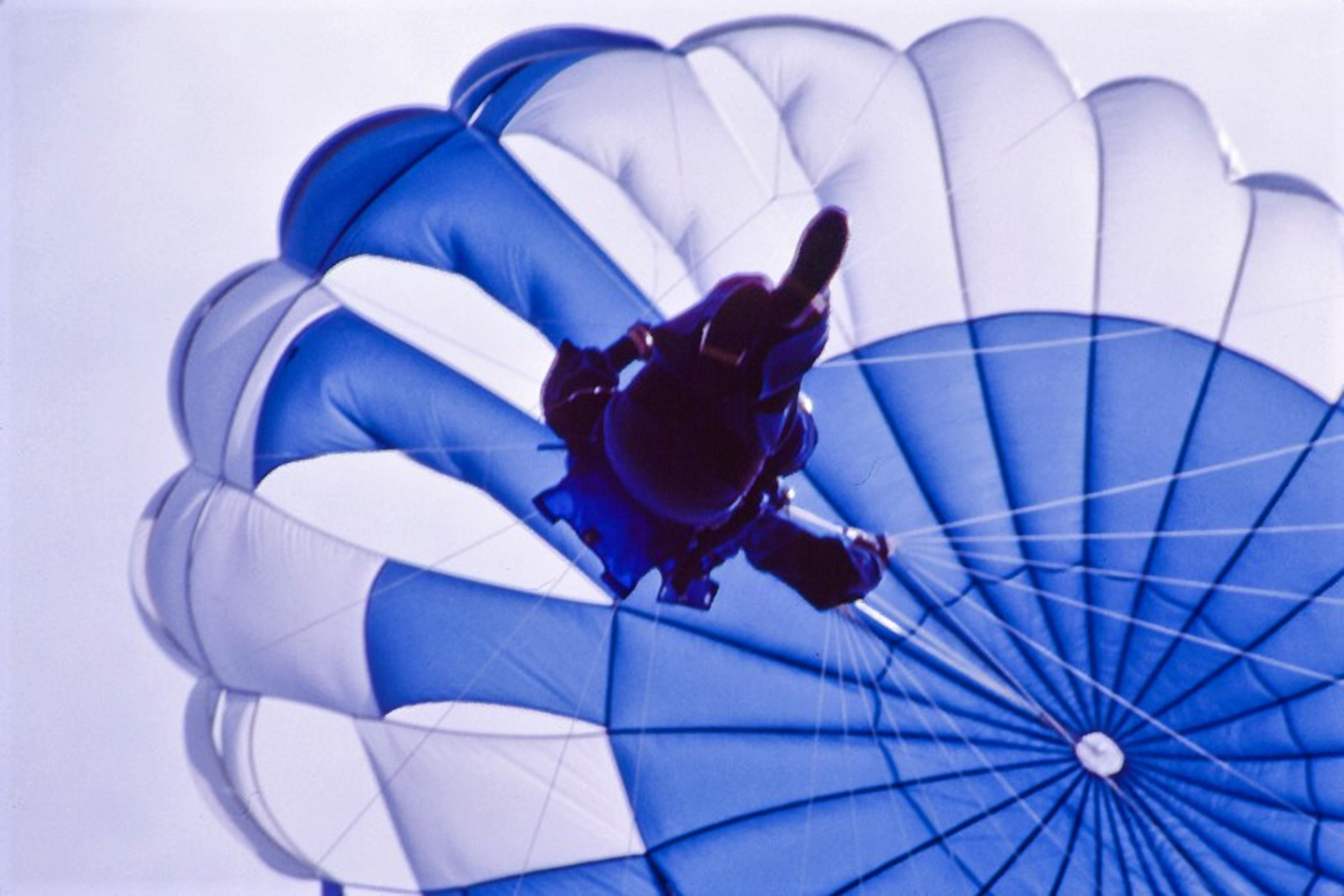
1970년대 '원형' 타원형 낙하산은 4개의 조종 가능한 회전 슬롯과 또 다른 작은 측면 통풍구, 그리고 5개의 후방 통풍구 중 하나를 보여준다.

원형 낙하산의 변형 중 하나는 피에르-마르셀 르몽뉴라는 프랑스인이 발명한 풀다운 에이펙스 낙하산이다. 이 유형의 최초로 널리 사용된 캐노피는 파이오니어 낙하산 회사에서 만든 파라-커맨더(Para-Commander)였지만, 그 후 몇 년 동안 풀다운 에이펙스가 있는 다른 많은 캐노피가 생산되었다. 이들은 고성능 장비를 만들기 위한 시도로 약간의 차이점, 예를 들어 다른 통풍 구성 등을 가졌다. 이들은 모두 '원형' 낙하산으로 간주되지만, 캐노피 정점에 하중을 가하여 정점을 하중에 더 가깝게 당겨서 옆에서 볼 때 원형 모양이 다소 납작하거나 렌즈형으로 왜곡되는 서스펜션 라인이 있다. 그리고 원형이라고 불리지만, 위나 아래에서 볼 때 일반적으로 타원형 모양을 가지며, 측면이 앞뒤 치수보다 더 많이 부풀어 오른다. 시위 (오른쪽 아래 사진을 보면 차이를 알 수 있다).
렌즈형 모양과 적절한 통풍으로 인해, 이들은 수정된 군용 캐노피보다 훨씬 빠른 전진 속도를 가진다. 그리고 캐노피 측면에 제어 가능한 후방 통풍구로 인해 훨씬 더 날카로운 회전 능력을 가지지만, 오늘날의 램-에어 장비에 비하면 성능이 현저히 낮다. 대략 1960년대 중반부터 1970년대 후반까지, 이것은 스포츠 낙하산에서 가장 인기 있는 낙하산 디자인 유형이었다 (이 시기 이전에는 수정된 군용 '원형'이 일반적으로 사용되었고, 이후에는 램-에어 '사각형'이 보편화되었다). 참고로, 이러한 '원형' 낙하산에 대한 '타원형'이라는 용어 사용은 다소 구식이며 약간의 혼란을 야기할 수 있는데, 오늘날에는 일부 '사각형'(즉, 램-에어)도 타원형이기 때문이다.

### 환형
풀다운 에이펙스를 가진 일부 디자인은 꼭대기에서 직물을 제거하여 공기가 나갈 수 있는 구멍을 열어 캐노피에 환형 기하학적 구조를 부여한다 (대부분의 원형 캐노피는 포장을 위해 더 쉽게 묶을 수 있도록 최소한 작은 구멍이 있다 - 이것들은 환형으로 간주되지 않는다). 이 구멍은 일부 디자인에서는 매우 두드러져 낙하산보다 더 많은 '공간'을 차지할 수 있다. 또한 평평한 모양으로 인해 수평 항력이 감소하며, 후방 통풍구와 결합하면 상당한 전진 속도를 가질 수 있다. 캐노피가 링 모양으로 분류될 만큼 충분히 큰 구멍이 있는 진정한 환형 디자인은 흔하지 않다.

### 로갈로 날개
스포츠 낙하산은 다른 모양과 형태 중에서 로갈로 날개를 실험했다. 이들은 일반적으로 당시의 다른 옵션들이 제공하는 전진 속도를 높이고 착륙 속도를 줄이려는 시도였다. 램-에어 낙하산의 개발과 이어진 슬라이더 도입으로 펼침 속도를 늦추면서 스포츠 낙하산 커뮤니티의 실험 수준이 감소했다. 이 낙하산들은 또한 만들기도 어렵다.

### 리본 및 링

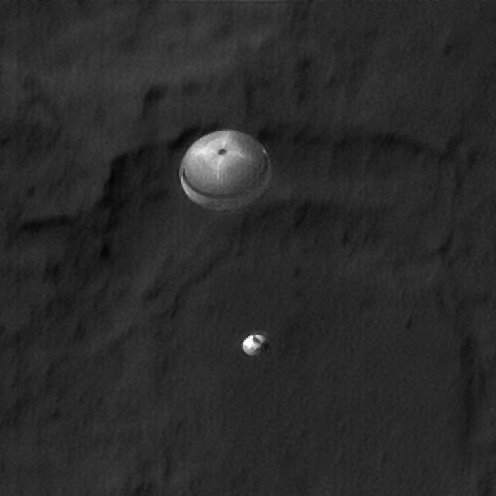
화성 과학 실험실 캡슐이 큐리오시티 (탐사차)를 싣고 초음속 디스크-갭-밴드 낙하산 아래로 하강하는 모습.

리본 및 링 낙하산은 환형 디자인과 유사점이 있다. 이들은 종종 초음속 속도로 펼쳐지도록 설계된다. 일반적인 낙하산은 그런 속도에서 펼쳐지자마자 즉시 터지고 찢어질 것이다. 리본 낙하산은 링 모양의 캐노피를 가지고 있으며, 종종 압력을 방출하기 위해 중앙에 큰 구멍이 있다. 때로는 링이 로프로 연결된 리본으로 찢어져 공기가 더 많이 새어 나오게 된다. 이러한 큰 누출은 낙하산에 가해지는 스트레스를 낮추어 펼쳐질 때 터지거나 찢어지지 않게 한다. 케블라로 만들어진 리본 낙하산은 B61 핵폭탄과 B83 핵폭탄과 같은 핵폭탄에 사용된다.

### 램 에어
램 에어 멀티셀 에어포일의 원리는 1963년 캐나다의 도미나 "돔" C. 잘베르트가 고안했지만, 램 에어 캐노피를 스포츠 낙하산 커뮤니티에 판매하기 전에 심각한 문제들을 해결해야 했다. 램 에어 파라포일은 조종이 가능하며 (대부분의 스포츠 낙하산에 사용되는 캐노피와 마찬가지로), 에어포일 모양의 천 리브로 연결된 두 겹의 천(상단과 하단)으로 구성되어 "셀"을 형성한다. 셀은 에어포일의 앞쪽 가장자리에 있는 전방을 향한 통풍구에서 높은 압력의 공기로 채워진다. 천은 모양이 잡히고 낙하산 라인은 하중 하에 다듬어져 부풀어 오르는 천이 에어포일 모양으로 팽창한다. 이 에어포일은 때때로 에어록이라는 천으로 된 단방향 밸브를 사용하여 유지된다. "이 캐노피(잘베르트 파라포일)의 첫 점프는 국제 스카이다이빙 명예의 전당 회원인 폴 '팝' 포펜하거가 했다."

#### 종류

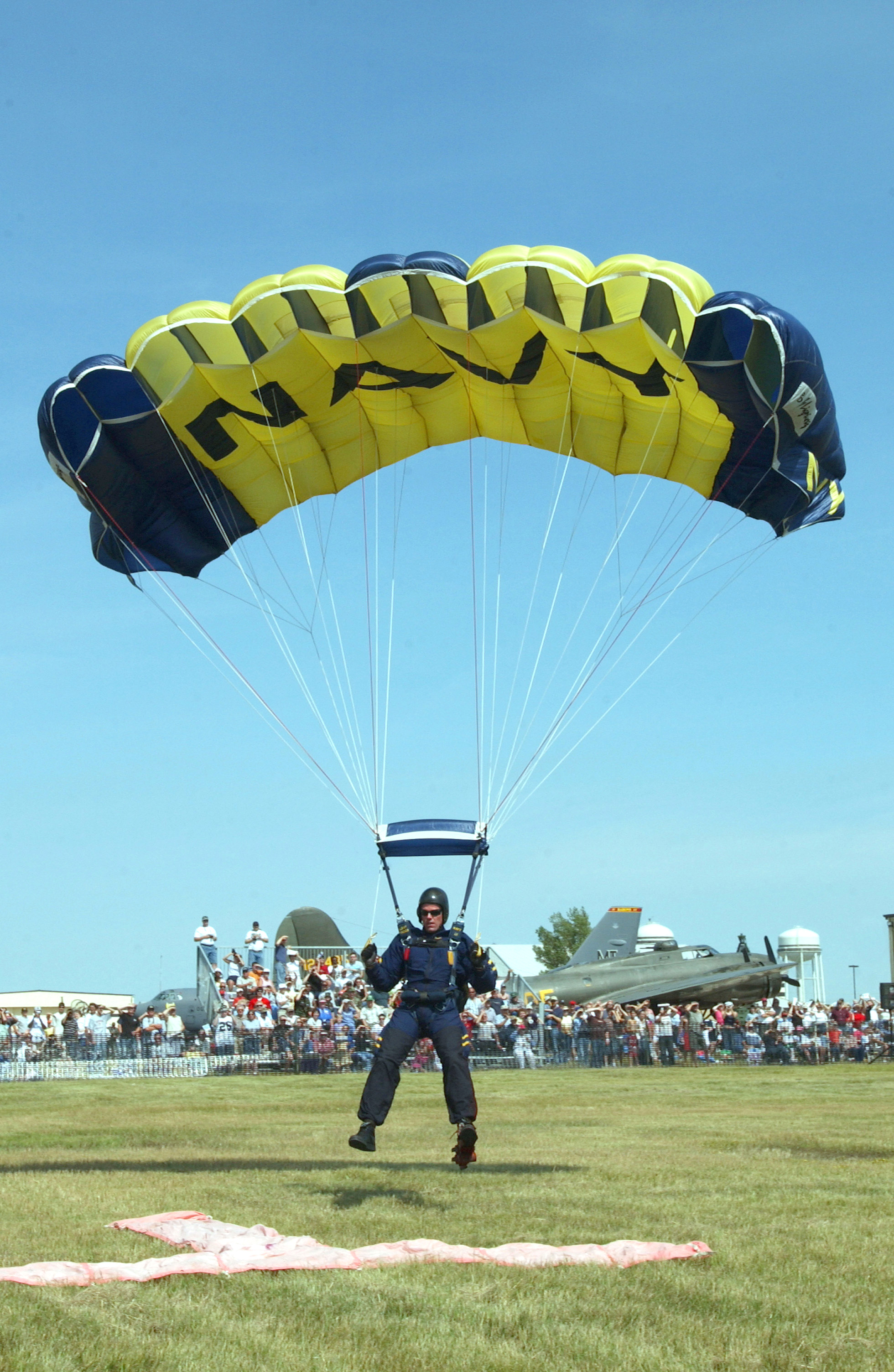
미국 해군 낙하산 팀 "리프 프로그" 점퍼가 "사각형" 램 에어 낙하산으로 착륙하는 모습.

개인용 램 에어 낙하산은 크게 두 가지 종류로 나뉜다. 직사각형 또는 테이퍼형으로, 각각 "사각형" 또는 "타원형"이라고 불린다. 중간 성능 캐노피(예비-, 베이스-, 캐노피 형성-, 정밀 착륙- 유형)는 일반적으로 직사각형이다. 고성능 램 에어 낙하산은 평면에서 볼 때 앞쪽 및 뒤쪽 가장자리가 약간 테이퍼진 형태를 가지며, 타원형으로 알려져 있다. 때로는 모든 테이퍼가 앞쪽 가장자리(전면)에 있고, 때로는 뒤쪽 가장자리(꼬리)에 있다.
타원형은 주로 스포츠 낙하산병이 사용한다. 이들은 종종 더 작고 많은 수의 천 셀을 가지며, 프로필이 더 얕다. 캐노피는 약간 타원형에서 고도로 타원형까지 다양하며, 이는 캐노피 디자인의 테이퍼 정도를 나타낸다. 이는 주어진 날개 하중에 대한 캐노피의 제어 입력에 대한 반응성과 캐노피를 안전하게 조종하는 데 필요한 경험 수준을 나타내는 지표가 된다.
직사각형 낙하산 디자인은 앞쪽이 열린 사각형의 팽창식 에어 매트리스처럼 보인다. 일반적으로 제어 입력이 상대적으로 작아도 급격히 하강하는 경향이 적기 때문에 작동이 더 안전하며, 일반적으로 단위 면적당 낮은 날개 하중으로 비행하고, 더 느리게 활공한다. 일반적으로 활공 비가 낮다.
낙하산의 날개 하중은 항공기와 유사하게 출구 중량과 낙하산 천의 면적을 비교하여 측정된다. 학생, 정밀 착륙 경기자, 베이스 점프의 일반적인 날개 하중은 제곱미터당 5 kg 미만이며, 종종 제곱미터당 0.3kg 이하이다. 대부분의 스카이다이버 학생은 제곱미터당 5 kg 미만의 날개 하중으로 비행한다. 대부분의 스포츠 점퍼는 제곱미터당 5~7 kg의 날개 하중으로 비행하지만, 성능 착륙에 관심 있는 많은 사람들은 이 날개 하중을 초과한다. 전문 캐노피 조종사들은 제곱미터당 10~15kg 이상의 날개 하중으로 경쟁한다. 제곱미터당 20kg 이상의 날개 하중을 가진 램 에어 낙하산도 착륙되었지만, 이는 엄격하게 전문 테스트 점퍼의 영역이다.
더 작은 낙하산은 동일한 하중에서 더 빠르게 비행하는 경향이 있으며, 타원형은 제어 입력에 더 빠르게 반응한다. 따라서 작고 타원형 디자인은 스릴 넘치는 비행을 위해 숙련된 캐노피 조종사들이 자주 선택한다. 빠른 타원형을 비행하는 것은 훨씬 더 많은 기술과 경험을 필요로 한다. 빠른 타원형은 착륙 시에도 상당히 더 위험하다. 고성능 타원형 캐노피의 경우, 사소한 오작동이 사각형 디자인보다 훨씬 더 심각할 수 있으며, 빠르게 비상 상황으로 확대될 수 있다. 고하중의 타원형 캐노피를 비행하는 것은 많은 스카이다이빙 사고의 주요 원인이지만, 고급 훈련 프로그램이 이러한 위험을 줄이는 데 도움이 되고 있다.
벨로시티, VX, XAOS, 센세이와 같은 고속, 교차 지지 낙하산은 "스우핑"이라는 새로운 스카이다이빙 스포츠 분야를 탄생시켰다. 착륙 지역에 경주 코스가 설치되어 전문가 조종사들이 1.5-미터 (4.9 ft) 높이의 진입 게이트를 얼마나 멀리 날아갈 수 있는지 측정한다. 현재 세계 기록은 180 미터 (590 ft)를 초과한다.
종횡비는 램 에어 낙하산을 측정하는 또 다른 방법이다. 낙하산의 종횡비는 항공기 날개와 동일한 방식으로, 스팬을 시위와 비교하여 측정된다. 낮은 종횡비 낙하산, 즉 스팬이 시위의 1.8배인 낙하산은 이제 정밀 착륙 경기로 제한된다. 인기 있는 정밀 착륙 낙하산으로는 잘베르트(현 NAA) 파라포일과 존 이프의 챌린저 클래식 시리즈가 있다. 낮은 종횡비 낙하산은 극도로 안정적이며 부드러운 실속 특성을 가지지만, 가파른 활공비와 착륙 플레어 타이밍을 위한 작은 허용 오차 또는 "스위트 스팟"에 시달린다.
예측 가능한 펼침 특성 때문에, 약 2.1 정도의 중간 종횡비를 가진 낙하산은 예비 낙하산, 베이스 점핑, 캐노피 형성 경쟁에 널리 사용된다. 대부분의 중간 종횡비 낙하산은 7개의 셀을 가지고 있다.
높은 종횡비 낙하산은 가장 평평한 활공과 착륙 플레어 타이밍에 대한 가장 큰 허용 오차를 가지지만, 예측 가능성은 가장 낮다. 낙하산의 종횡비 상한은 약 2.7이다. 높은 종횡비 캐노피는 일반적으로 9개 이상의 셀을 가지고 있다. 모든 예비 램 에어 낙하산은 신뢰성이 높고 다루기 쉬운 특성 때문에 사각형 종류이다.

### 패러글라이더

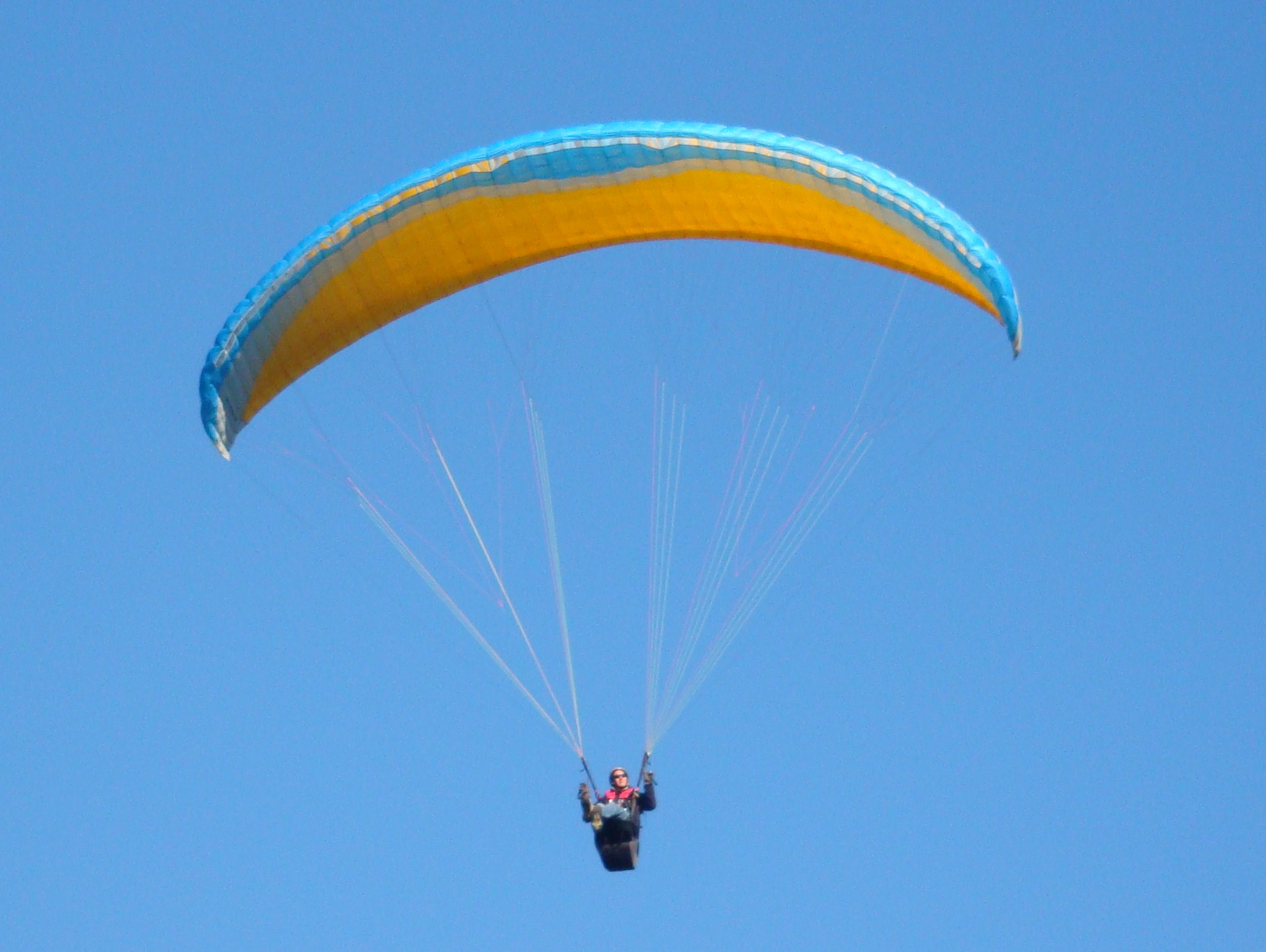
패러글라이딩

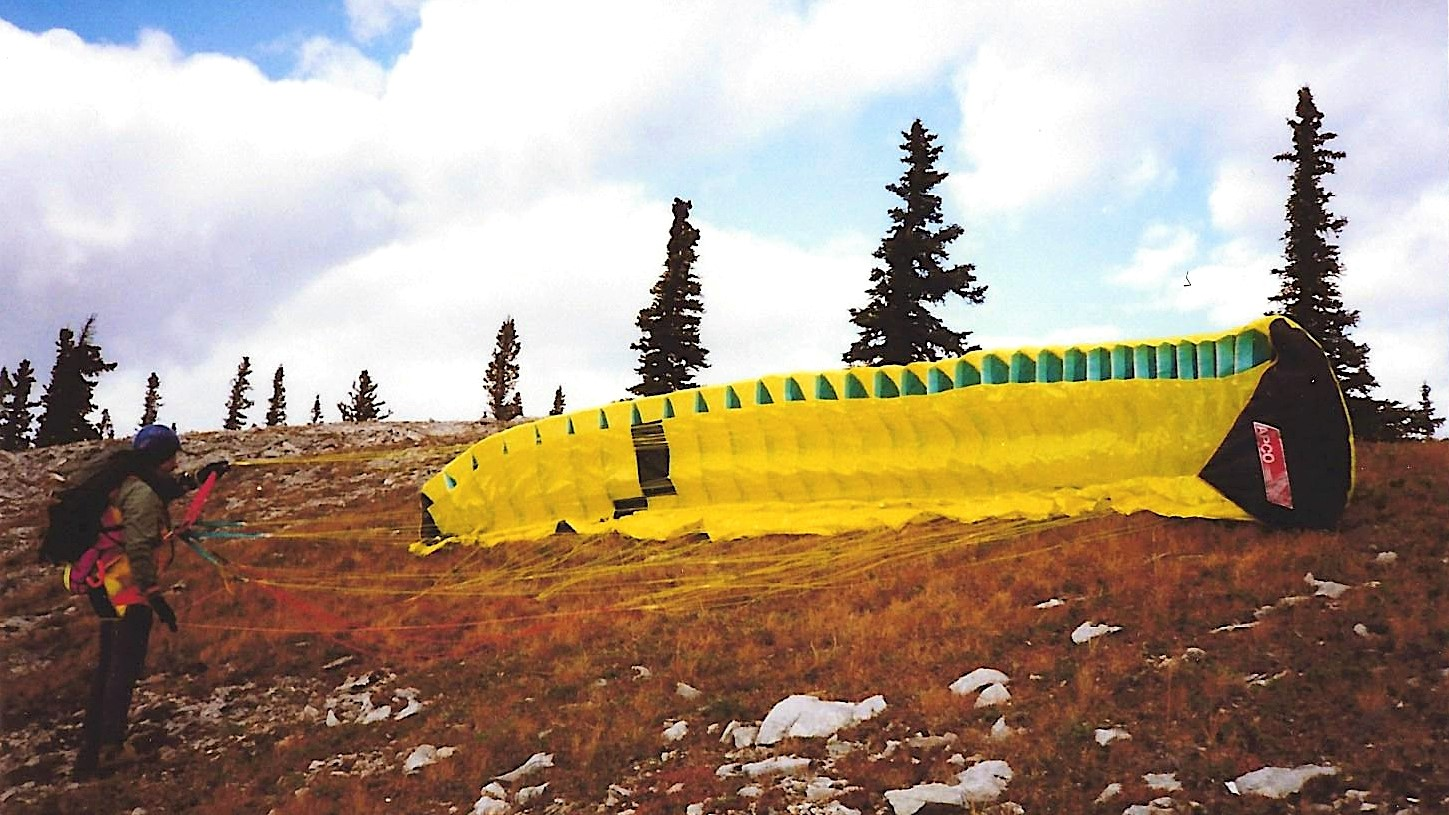
패러글라이더 발사 준비; 상단 라이저를 당겨 셀을 팽창시키는 모습

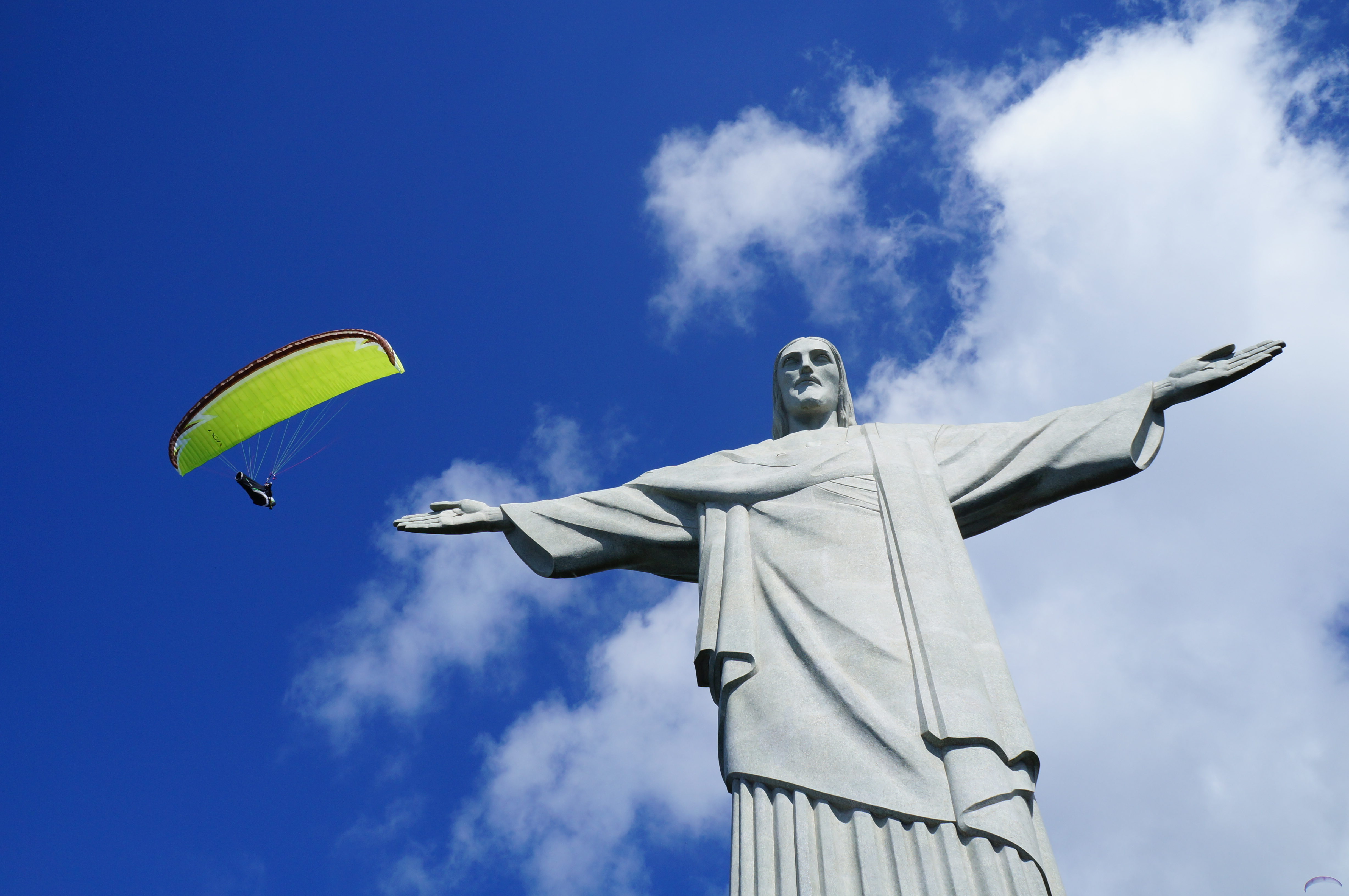
2015년 브라질 리우데자네이루의 구세주 그리스도상 위에서 패러글라이딩

패러글라이더는 거의 모든 것이 램 에어 캐노피를 사용하며, 1970년대 중반 이전의 낙하산보다는 오늘날의 스포츠 낙하산에 더 가깝다. 기술적으로는 상승형 낙하산이지만, 패러글라이딩 커뮤니티에서는 이 용어를 사용하지 않으며, 오늘날의 '사각형' 또는 '타원형' 스포츠 스카이다이빙 캐노피와 동일한 기본 에어포일 디자인을 가지고 있지만, 일반적으로 더 많은 칸막이 셀, 더 높은 종횡비, 그리고 더 낮은 프로필을 가진다. 셀 수는 매우 다양하며, 일반적으로 20대 후반에서 70대에 이른다. 반면 종횡비는 8 이상일 수 있지만, 이러한 캐노피의 (투영된) 종횡비는 6 정도일 수 있다. 둘 다 스카이다이버의 낙하산보다 터무니없이 높다. 날개 폭은 일반적으로 매우 길어서 정사각형이나 타원형보다는 훨씬 더 길쭉한 직사각형이나 타원형에 가깝고, 패러글라이더 조종사들은 이 용어를 거의 사용하지 않는다. 마찬가지로, 스팬은 ~15m이고 (투영된) 스팬은 12m일 수 있다. 캐노피는 여전히 서스펜션 라인과 (4개 또는 6개의) 라이저로 하네스에 부착되어 있지만, 카라비너를 사용하여 하네스에 최종 연결한다. 현대 고성능 패러글라이더는 종종 앞쪽 가장자리 바닥에 셀 개구부가 더 가깝고 끝 셀이 닫혀 있는 것처럼 보일 수 있다. 이는 공기역학적 유선화를 위한 것이며 (이러한 겉으로 보기에 닫힌 끝 셀은 셀 벽에 통풍구가 있는 인접 셀에서 환기되고 팽창된다).
주요 차이점은 패러글라이더의 사용법에 있다. 일반적으로 하루 종일, 어떤 경우에는 수백 킬로미터에 이르는 장거리 비행에 사용된다. 하네스 또한 낙하산 하네스와는 상당히 다르며, 초보자용 (조종사가 어떤 자세에 있든 안전을 보장하는 나일론 재료와 웨빙이 있는 벤치형 좌석일 수 있음)부터 고고도 및 크로스 컨트리 비행용 (이들은 일반적으로 공기역학적 효율성과 보온을 위해 쭉 뻗은 다리를 포함하는 전신 코쿤 또는 해먹과 같은 장치로, 스피드백, 에어로콘 등이라고 불림)까지 극적으로 다양할 수 있다. 많은 디자인에는 등과 어깨 부위의 보호 기능이 내장되어 있으며, 예비 캐노피, 물통 등을 위한 지지대가 있다. 일부는 심지어 앞유리도 있다.
패러글라이더는 발 또는 스키 발사를 위해 만들어졌기 때문에 종단 속도 개방에는 적합하지 않으며, 개방 속도를 늦추는 슬라이더가 없다 (패러글라이더 조종사는 일반적으로 열려 있지만 팽창되지 않은 캐노피로 시작한다). 패러글라이더를 발사하려면 일반적으로 캐노피를 지면에 펼쳐 서스펜션 라인이 느슨함이 적고 엉킴이 적은 열린 캐노피에 가깝게 만든다. 자세한 내용은 패러글라이딩을 참조하라. 바람에 따라 조종사는 세 가지 기본 옵션을 가진다: 1) 앞으로 달려가는 발사 (보통 무풍 또는 약풍), 2) 서서 발사 (이상적인 바람), 3) 역방향 발사 (강한 바람). 이상적인 바람에서는 조종사가 상단 라이저를 당겨 바람이 셀을 팽창시키게 하고, 항공기의 플랩처럼 브레이크를 부드럽게 내려 이륙한다. 또는 바람이 없는 경우, 조종사는 절벽이나 언덕 가장자리에서 달려가거나 스키를 타서 팽창시킨다. 캐노피가 머리 위에 뜨면, 이상적인 바람에서는 두 개의 토글을 부드럽게 당기거나, 평지에서는 (차량 뒤에서) 견인하거나, 언덕을 계속 내려가는 식이다. 다양한 바람에서 지상 핸들링이 중요하며, 심지어 더 비싼 XC 또는 경쟁 또는 단순히 레크리에이션 비행을 위해 설계된 캐노피의 마모를 줄이기 위해 특별히 해당 연습용으로 만들어진 캐노피도 있다.

#### 일반적인 특징
오늘날 스카이다이버들이 사용하는 주 낙하산은 부드럽게 열리도록 설계되었다. 너무 빠른 펼침은 램 에어 디자인의 초기 문제였다. 램 에어 캐노피의 펼침 속도를 늦추는 주요 혁신은 슬라이더이다. 이는 각 모서리 근처에 그로멧이 있는 작은 직사각형 천 조각이다. 네 개의 라인 모음이 그로멧을 통해 라이저로 연결된다 (라이저는 하네스와 낙하산의 장비 라인을 연결하는 웨빙 스트립이다). 펼쳐지는 동안 슬라이더는 캐노피에서 라이저 바로 위로 미끄러져 내려간다. 슬라이더는 하강할 때 공기 저항으로 인해 속도가 느려지고 라인이 퍼지는 속도를 줄인다. 이것은 캐노피가 열리고 팽창하는 속도를 줄인다.
동시에, 낙하산의 전체적인 디자인은 여전히 펼침 속도에 상당한 영향을 미친다. 현대 스포츠 낙하산의 펼침 속도는 상당히 다양하다. 대부분의 현대 낙하산은 편안하게 열리지만, 개별 스카이다이버는 더 거친 펼침을 선호할 수도 있다.
전개 과정은 본질적으로 혼란스럽다. 잘 작동하는 캐노피에서도 빠른 전개가 여전히 발생할 수 있다. 드물지만, 전개가 너무 빨라 점프하는 사람이 멍, 부상 또는 사망에 이를 수도 있다. 천의 양을 줄이면 공기 저항이 줄어든다. 이는 슬라이더를 더 작게 만들거나, 메쉬 패널을 삽입하거나, 슬라이더에 구멍을 뚫는 방식으로 가능하다.

## 전개

스카이다이버가 주 낙하산을 잘라내는 데 사용하는 3-링 릴리스 시스템 애니메이션. 이는 200:1의 기계적 확대율을 활용한다.

예비 낙하산은 일반적으로 테오도르 모시치키가 처음 설계한 강하 끈 전개 시스템을 사용하지만, 스포츠 낙하산병이 사용하는 대부분의 현대 주 낙하산은 수동으로 전개되는 파일럿 슈트의 한 형태를 사용한다. 강하 끈 시스템은 잠금 핀(때로는 여러 개의 핀)을 당겨 스프링이 장착된 파일럿 슈트를 해제하고 컨테이너를 연다. 그런 다음 파일럿 슈트는 스프링에 의해 공기 흐름 속으로 추진된 다음, 통과하는 공기로 생성된 힘을 사용하여 브라이들로 연결된 낙하산 캐노피가 들어있는 전개 백을 추출한다. 수동 전개 파일럿 슈트는 공기 흐름 속으로 던져지면 파일럿 슈트 브라이들의 잠금 핀을 당겨 컨테이너를 열고, 그런 다음 동일한 힘으로 전개 백을 추출한다. 수동 전개 파일럿 슈트에는 여러 변형이 있지만, 설명된 시스템은 더 일반적인 던지는 시스템이다.
수동으로 전개되는 파일럿 슈트만이 전개 후 자동으로 접힐 수 있다. 킬 라인을 통해 주 캐노피에 대한 파일럿 슈트의 비행 중 항력을 줄일 수 있다. 반면에 예비 낙하산은 전개 후 파일럿 슈트를 유지하지 않는다. 예비 전개 백과 파일럿 슈트는 예비 시스템에서 캐노피에 연결되어 있지 않다. 이를 자유 백 구성이라고 하며, 때로는 예비 전개 후 구성 요소를 회수하지 못할 수도 있다.
때때로 파일럿 슈트가 핀을 당기거나 가방을 꺼낼 만큼 충분한 힘을 생성하지 못할 수 있다. 원인은 파일럿 슈트가 점프하는 사람의 난류 후류("버블")에 걸리거나, 핀을 고정하는 잠금 고리가 너무 꽉 조이거나, 파일럿 슈트가 충분한 힘을 생성하지 못하는 것일 수 있다. 이 효과는 "파일럿 슈트 주저"로 알려져 있으며, 해소되지 않으면 총체적인 오작동으로 이어져 예비 전개를 요구할 수 있다.
낙하산병의 주 낙하산은 일반적으로 낙하산을 풀어주지만 낙하산이 들어 있는 전개 백은 보관하는 정지선에 의해 전개된다. 이 구성에서는 전개 백을 직접 백 시스템이라고 하는데, 전개가 빠르고 일관되며 신뢰할 수 있다.

## 안전

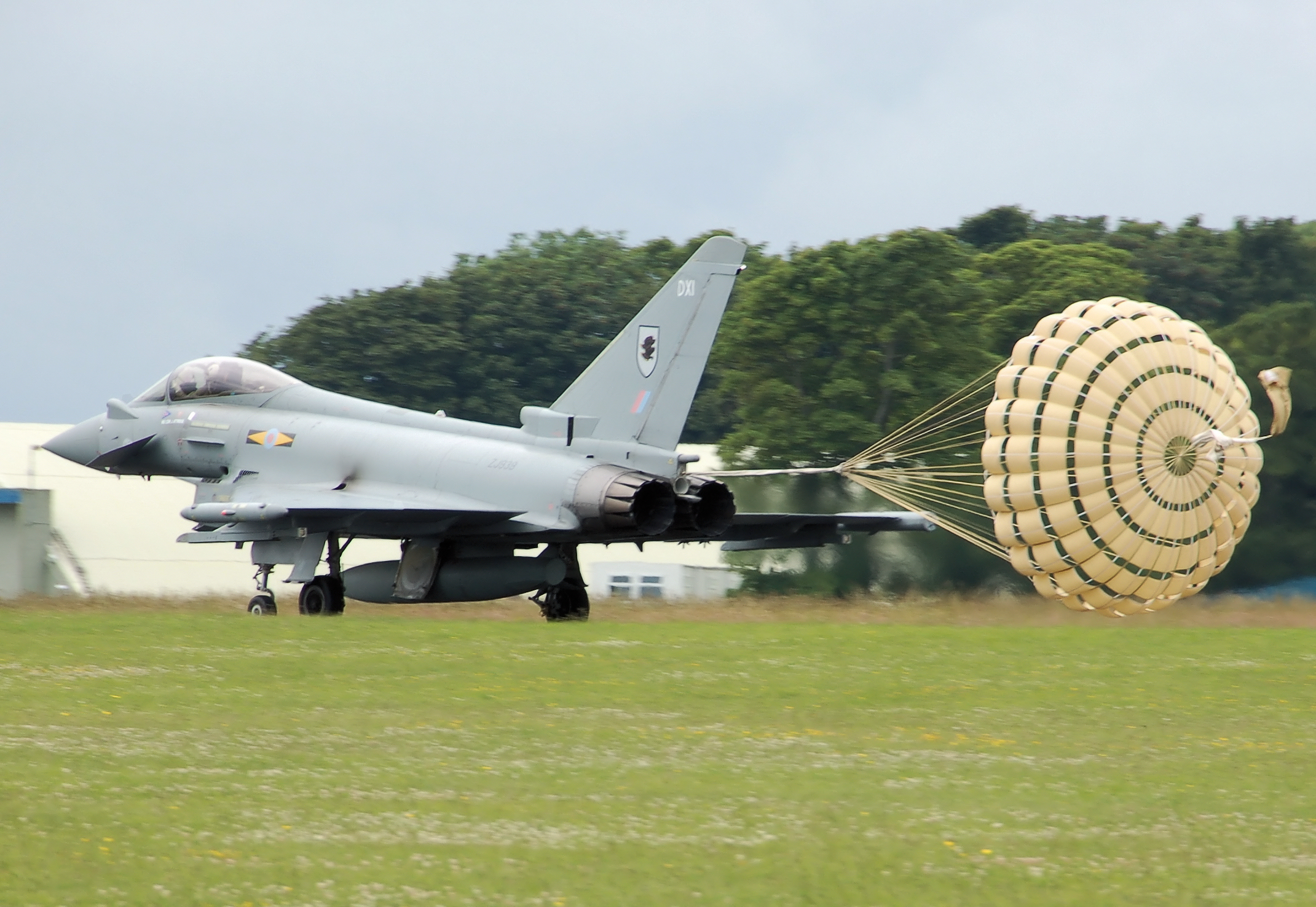
영국 공군 유로파이터 타이푼이 착륙 후 제동을 위해 감속 낙하산을 사용하는 모습.

낙하산은 안정적으로 열리도록 신중하게 접히거나 "포장"된다. 낙하산이 제대로 포장되지 않으면 주 낙하산이 올바르게 또는 완전히 전개되지 않는 오작동이 발생할 수 있다. 미국과 많은 선진국에서는 비상 및 예비 낙하산이 법적 기준에 따라 훈련되고 인증되어야 하는 "정비사"에 의해 포장된다. 스포츠 스카이다이버는 항상 자신의 주 "메인" 낙하산을 포장하도록 훈련받는다.
정확한 수치를 추정하기는 어렵다. 낙하산 디자인, 유지 관리, 하중, 포장 기술 및 운영자 경험이 모두 오작동률에 상당한 영향을 미치기 때문이다. 약 천 번의 스포츠 주 낙하산 개방 중 한 번은 오작동이 발생하여 예비 낙하산을 사용해야 하지만, 일부 스카이다이버는 수천 번 점프하고도 예비 낙하산을 사용해야 할 필요가 없었다.
예비 낙하산은 다소 다르게 포장되고 전개된다. 또한 신뢰성을 우선시하고 반응성을 낮추는 보수적인 방식으로 설계되며, 주 낙하산보다 더 엄격한 표준으로 제작 및 테스트되어 더 신뢰할 수 있다. 규제된 검사 간격과 현저히 적은 사용은 신뢰성에 기여하며, 일부 구성 요소의 마모는 신뢰성에 부정적인 영향을 미칠 수 있다. 예비 낙하산의 안전 장점은 주 오작동의 작은 확률에 예비 오작동의 훨씬 더 작은 확률이 곱해진다는 점에 있다. 이는 이중 오작동의 훨씬 더 작은 확률을 초래하지만, 오작동하는 주 낙하산을 해제할 수 없어 예비 낙하산과 간섭하는 작은 가능성도 있다. 미국에서는 2017년 평균 사망률이 133,571회 점프당 1회로 기록되었다.
스포츠 스카이다이빙에서 부상 및 사망은 완전히 기능하는 주 낙하산 아래에서도 발생할 수 있다. 예를 들어, 스카이다이버가 캐노피를 조종하는 동안 판단 오류를 저질러 지면 또는 지면의 위험물과 고속 충돌이 발생하여 피할 수 있었던 사고가 발생하거나, 다른 스카이다이버와 캐노피 아래에서 충돌하는 경우 등이 있을 수 있다.

## 오작동
다음은 원형 낙하산에 특정한 오작동이다.

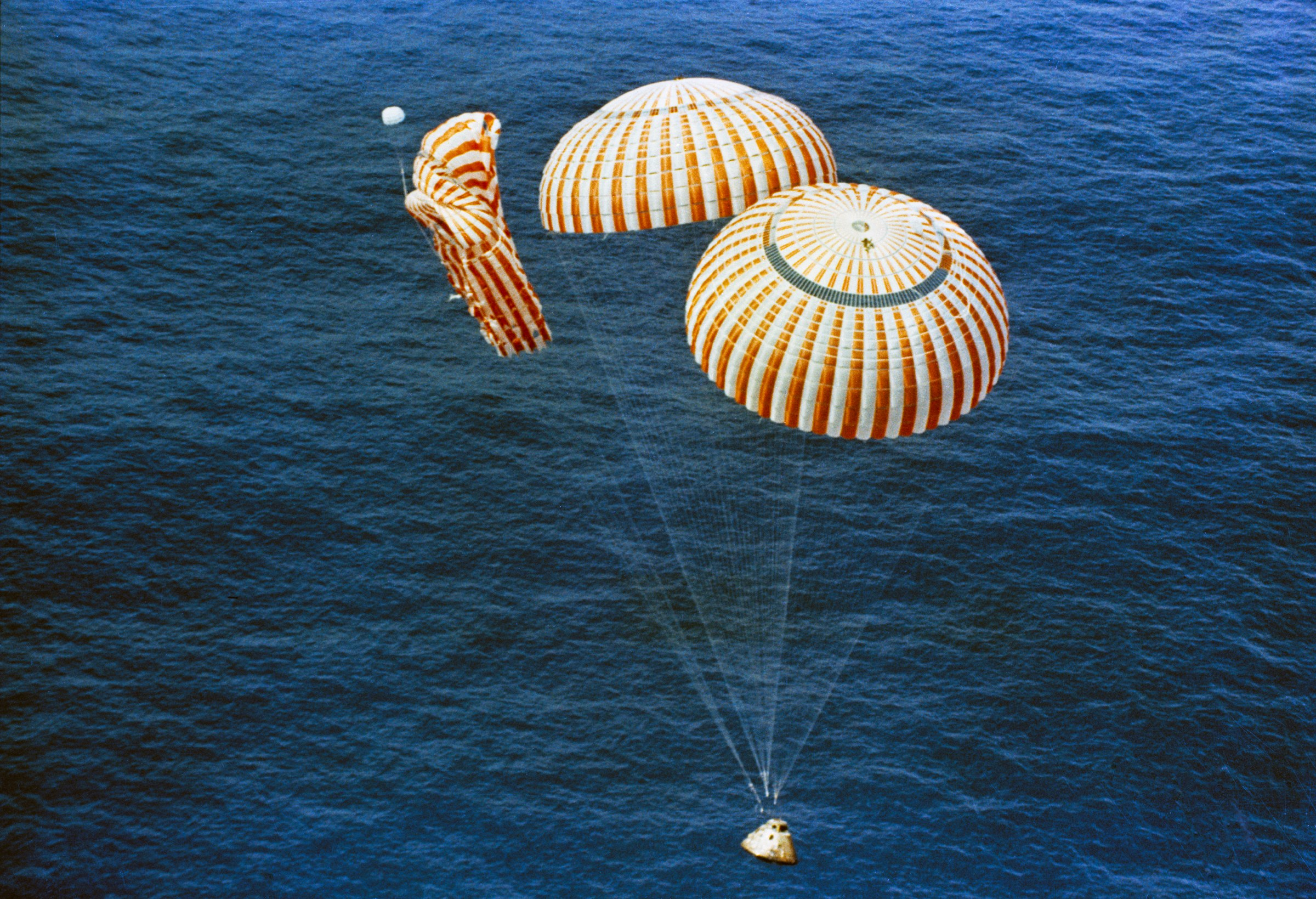
1971년 낙하산 줄 고장에도 불구하고 아폴로 15호 우주선이 안전하게 착륙했다.

- "메이 웨스트" 또는 "부풀어 오른 가장자리"는 캐노피의 모양이 고(故) 배우 메이 웨스트의 풍만한 가슴을 닮은 낙하산 오작동 유형이다. 바람에 부딪히는 나일론 천 기둥은 마찰로 인해 빠르게 가열되어 캐노피의 반대쪽 면이 좁은 영역에서 융합되어 완전히 열릴 가능성이 사라진다.
- "스트리머"는 주 낙하산이 줄에 엉켜 펼쳐지지 않아 종이 스트리머 모양이 되는 것이다. 낙하산병은 예비 낙하산을 펼칠 공간과 깨끗한 공기를 확보하기 위해 이를 잘라낸다.[54]
- "전복"은 캐노피의 한쪽 스커트가 낙하산 반대편의 서스펜션 라인 사이로 불어 들어가 공기를 붙잡을 때 발생한다. 그 부분이 캐노피가 완전히 뒤집힐 때까지 2차 엽을 형성하게 된다.
- "이발소 간판 기둥"은 점퍼의 머리 뒤에 줄이 엉켜 있는 상태를 설명하며, 점퍼는 주 낙하산을 잘라내고 예비 낙하산을 펼친다.[54]
- "말발굽"은 낙하산 줄과 가방이 가방 드로그와 브라이들보다 먼저 풀리는 순서가 틀린 전개를 말한다. 이로 인해 줄이 엉키거나 낙하산 드로그가 용기에서 풀리지 않는 상황이 발생할 수 있다.[54]
- "점퍼 인 토우"는 정지선이 끊어지지 않아 점퍼가 항공기 뒤에 견인되는 경우이다.[54]

## 기록

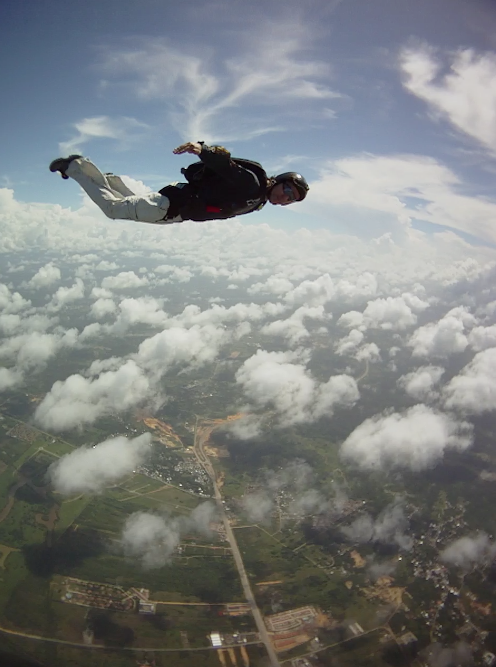
베네수엘라에서 낙하산을 등에 메고 자유 낙하하는 점퍼

1960년 8월 16일, 조지프 키팅어는 엑셀시어 III 테스트 점프에서 최고 낙하산 점프 세계 기록을 세웠다. 그는 고도 102,800 피트 (31,333 m)에서 풍선에서 뛰어내렸다 (이는 당시 유인 풍선 고도 기록이기도 했다). 작은 안정화 낙하산이 성공적으로 펼쳐졌고, 키팅어는 4분 36초 동안 낙하했으며, 안정화 낙하산을 착용한 채 낙하한 것이 자유 낙하로 간주된다면 가장 긴 낙하산 자유 낙하 세계 기록을 세웠다. 고도 17,500 피트 (5,300 m)에서 키팅어는 주 낙하산을 펼치고 뉴멕시코주 사막에 안전하게 착륙했다. 전체 하강은 13분 45초가 걸렸다. 하강 중 키팅어는 −94 °F (−70 °C)만큼 낮은 온도를 경험했다. 자유 낙하 단계에서 그는 최고 시속 614 mph (988 km/h 또는 274 m/s), 즉 마하 0.8에 도달했다.
기네스 세계 기록에 따르면, 소련 공군의 대령인 예브게니 니콜라예비치 안드레예프는 2012년 펠릭스 바움가르트너에 의해 깨지기 전까지 1962년 11월 1일 러시아 사라토프 시 근처에서 고도 25,457 m (83,523 ft)에서 24,500 m (80,380 ft)를 낙하하여 가장 긴 자유 낙하 낙하산 점프 (감속 낙하산 없이)의 공식 FAI 기록을 보유했다.
펠릭스 바움가르트너는 2012년 10월 14일 점프로 조지프 키팅어의 기록을 깼는데, 고도 127,852피트 (38,969.3m)에서 점프하여 최고 시속 833.9 mph (1,342.0 km/h 또는 372.8 m/s), 즉 거의 마하 1.1에 도달했다. 키팅어는 바움가르트너의 점프 자문역이었다.
앨런 유스터스는 2014년 10월 24일 성층권에서 고도 135,889.108피트 (41,419m)에서 점프했다. 그러나 유스터스의 점프는 감속 낙하산을 사용한 반면 바움가르트너는 사용하지 않았기 때문에, 그들의 수직 속도와 자유 낙하 거리 기록은 다른 기록 범주에 남아 있다.

## 용도
사람이나 물체의 하강 속도를 늦추기 위해 낙하산을 사용하는 것 외에도, 감속 낙하산은 고정익기와 드래그 레이서를 포함한 육상 또는 공중 차량의 수평 감속을 돕고, 안정성을 제공하며, 특정 유형의 경비행기가 조난 시 도움이 되도록 사용되고, 탠덤 자유 낙하에 사용되며, 더 큰 낙하산의 전개를 촉발하는 파일럿 역할을 한다.
낙하산은 또한 놀이 장비로도 사용된다.

## 종류와 이용
최초의 낙하산은 우산과 같은 둥근 모양이다. 둥근 모양을 이용하여 제2차 세계 대전 당시 미국과 독일 등은 공수부대를 도입하였다. 이후 낙하산은 장방형, 렌즈형 등 여러 가지 모양으로 발전하였다.
낙하산은 군용 뿐만 아니라 스카이다이빙, 패러글라이딩과 같은 스포츠에도 이용된다.

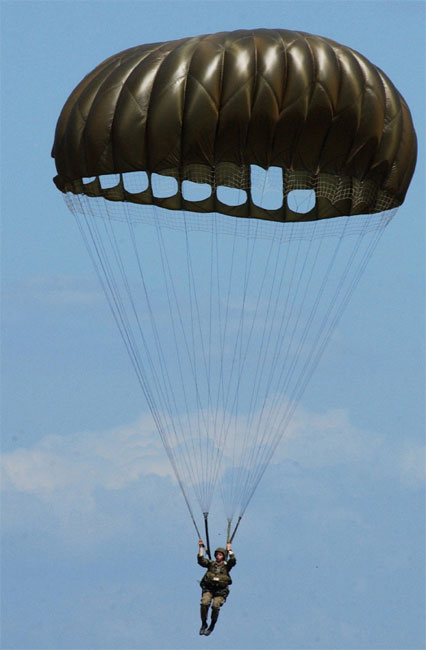
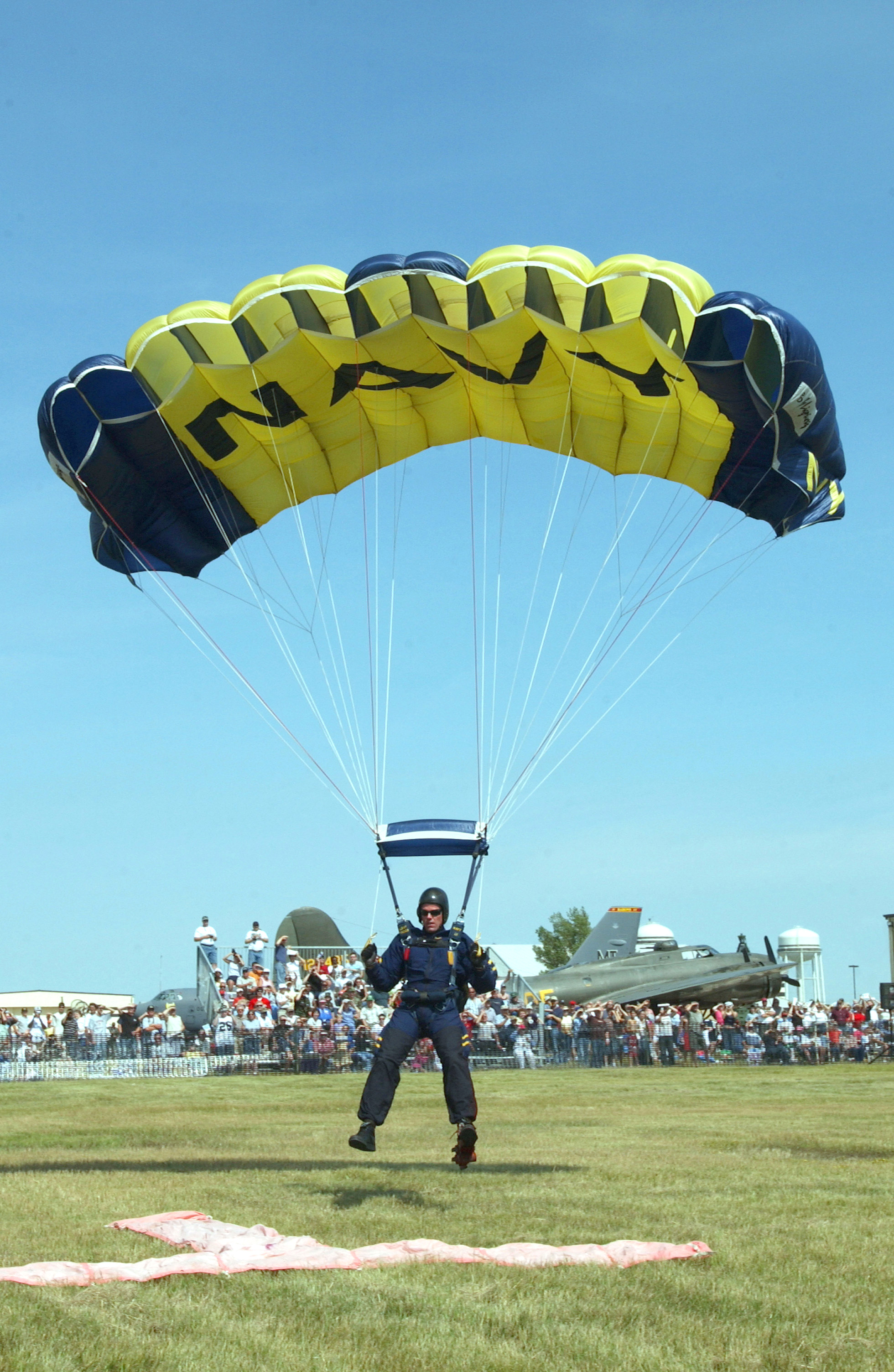
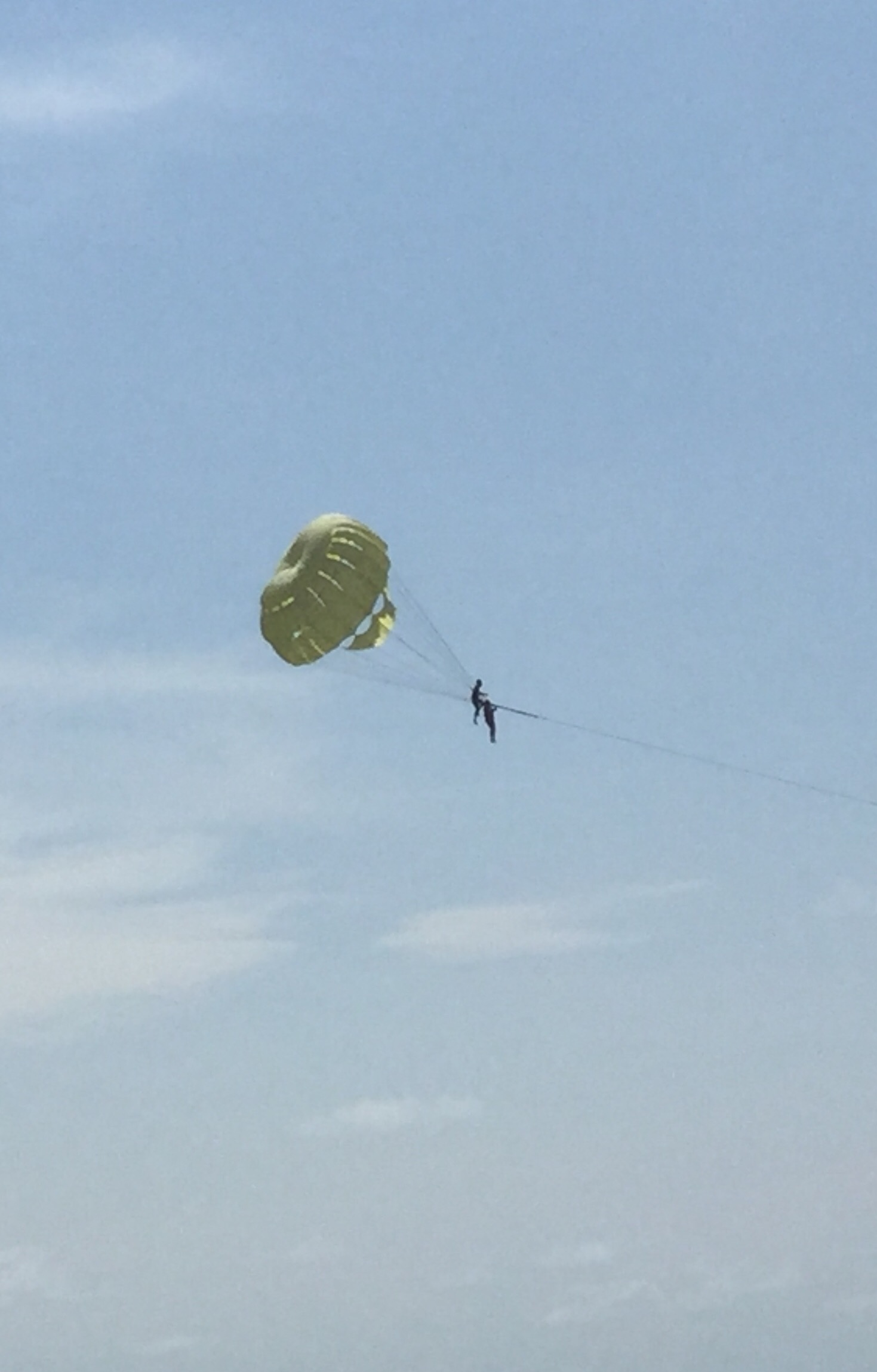

여러 가지 낙하산의 모습.

## 같이 보기
- 골든 패러슛